# St. Gallus (Mühlheim an der Donau)

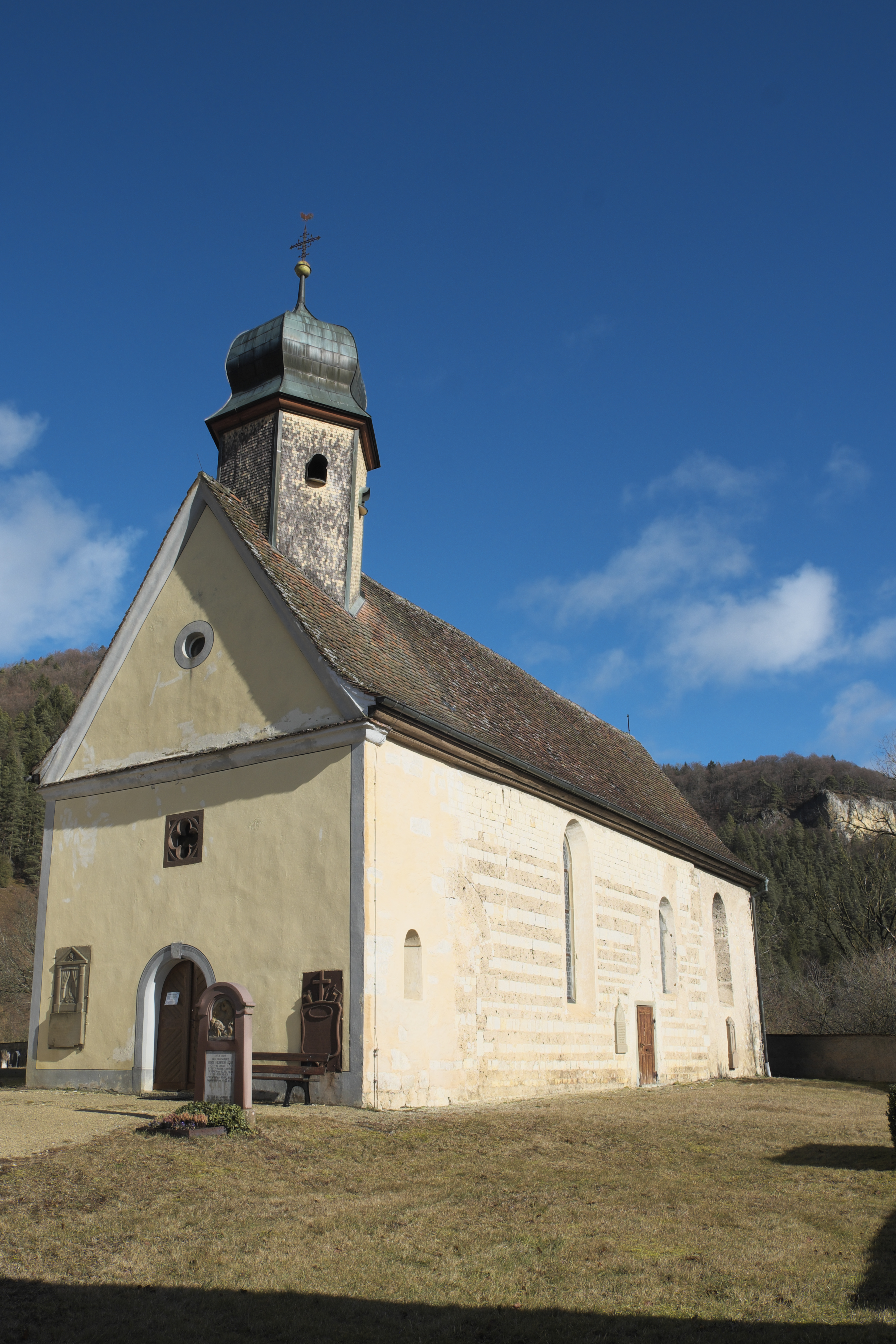
Galluskirche

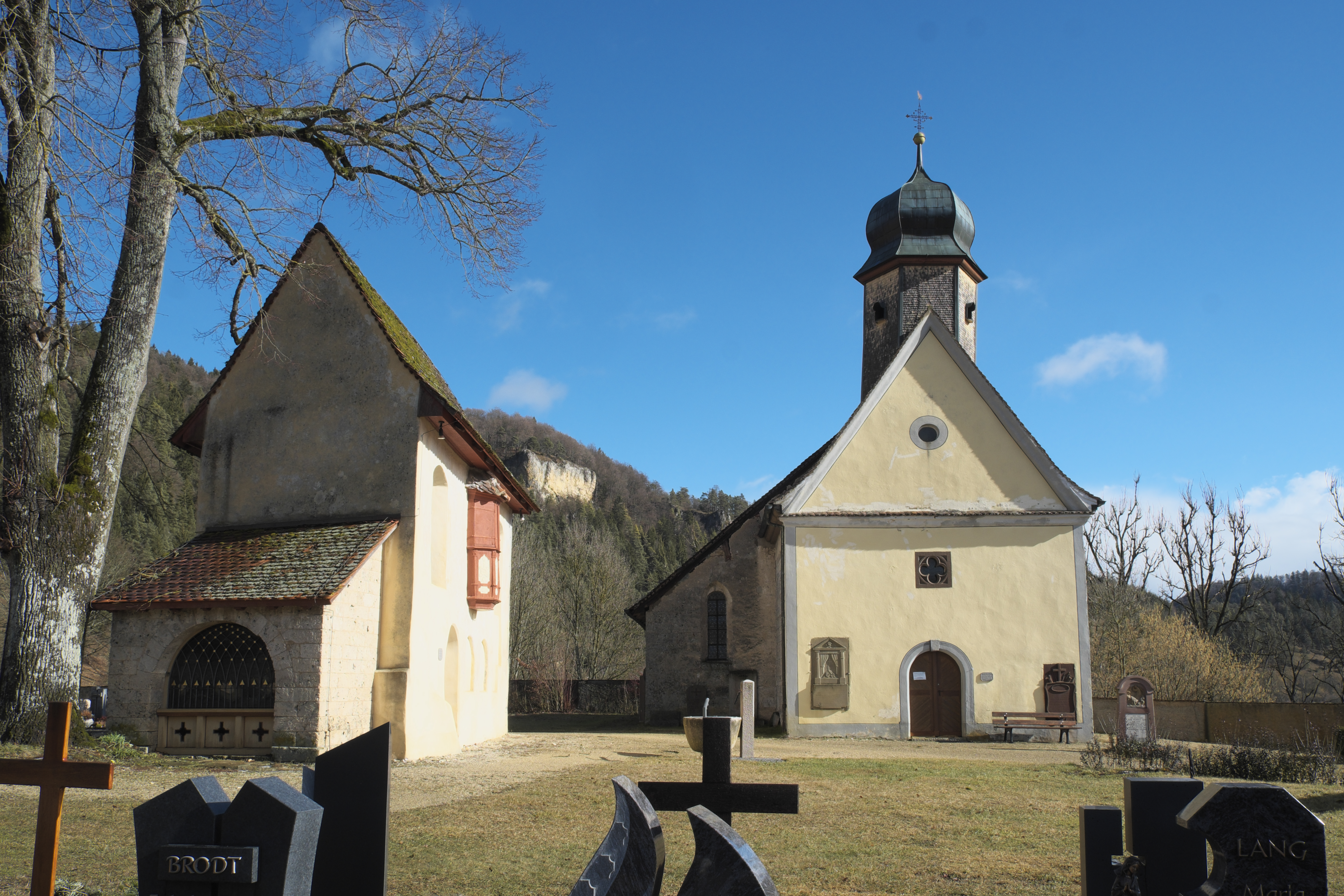
Galluskirche und Veitskapelle (links)

Die katholische Friedhofskirche St. Gallus war ursprünglich die Pfarrkirche von Mühlheim an der Donau, einer Stadt im Landkreis Tuttlingen in Baden-Württemberg. Die Galluskirche, die auf einen ottonischen Vorgängerbau zurückgeht, bildete mit der Veitskapelle, einem ehemaligen Beinhaus, den Siedlungskern der Mühlheimer Altstadt. Die Kirche wird von einem ummauerten Friedhof umgeben, an dessen Südseite noch das alte Mesnerhaus steht. In der Kirche sind Fresken aus dem 14. und 15. Jahrhundert erhalten.

## Geschichte
Die Galluskirche wurde im 10./11. Jahrhundert an der Stelle eines vermutlich aus dem 7./8. Jahrhundert stammenden Vorgängerbaus errichtet. In der zweiten Hälfte des 12. Jahrhunderts baute man eine romanische Saalkirche, wobei älteres, bereits bestehendes Mauerwerk miteinbezogen wurde. In den Jahren 1325 bis 1350 entstanden die ersten Wandmalereien im Langhaus. Nachdem die Familie von Enzberg im Jahr 1409 die Herrschaft Mühlheim erworben hatte, ließen sie den Chor erneuern. Im Jahr 1430 wurde die Kirche durch den Konstanzer Weihbischof zu Ehren der beiden Hauptpatrone, des heiligen Mauritius, eines Märtyrers der Thebaischen Legion, und des heiligen Gallus, eines irischen Missionars und Wandermönchs, neu geweiht. Um 1450 wurden der Chor und der Chorbogen ausgemalt. In der zweiten Hälfte des 16. Jahrhunderts fügte man an das nördliche Langhaus ein Seitenschiff als Grabkapelle der Familie Enzberg an. Im Jahr 1734 wurden die Flachdecke eingezogen und die hölzerne Empore eingebaut. Um 1900 entdeckte man die Fresken wieder, die 1906 von dem Maler Konrad Albert Koch aus Schörzingen restauriert und teilweise ergänzt wurden.

## Architektur

### Außenbau

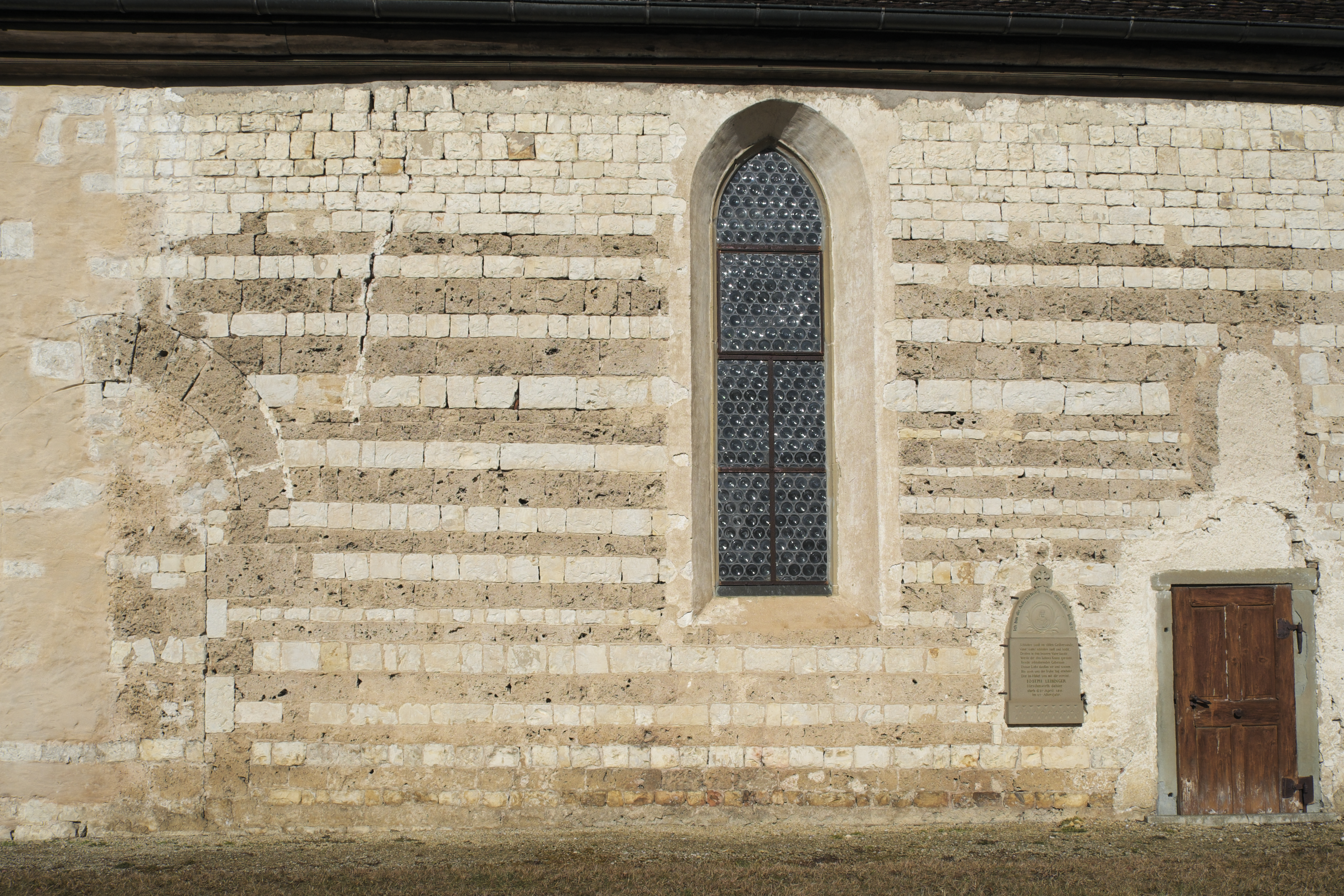
Südseite

Chor und Langhaus werden von einem gemeinsamen Satteldach gedeckt. Über dem westlichen Langhaus sitzt ein sechseckiger, gemauerter Dachreiter, der von einer Zwiebelhaube bekrönt wird.
An der Südseite des Langhauses sind alternierende Mauerschichten aus Kalkstein- und Tuffquadern zu erkennen, die noch aus den Vorgängerbauten des 10./11. und 12. Jahrhunderts stammen. Auch die Fensteröffnungen sind verschiedenen Bauphasen zuzuordnen. Der im 15. Jahrhundert angebaute und durch sein Mauerwerk deutlich abgegrenzte Chor weist einen nahezu quadratischen Grundriss auf. Er wird an der Südseite und an der Ostwand von zwei spitzbogigen Fenstern durchbrochen. An der Nordseite des Langhauses sind die etwas zurückversetzte Grabkapelle der Familie Enzberg und die daran anschließende Sakristei angebaut.
Das Rundbogenportal an der Westfassade bildet den heutigen Eingang, der ursprünglich im Bereich des westlichen Langhauses lag. Über dem Portal ist ein spätgotisches Vierpassfenster eingeschnitten, seitlich sind Grabsteine in die Mauer eingelassen. Der Giebel wird von einem Rundfenster durchbrochen.

### Innenraum

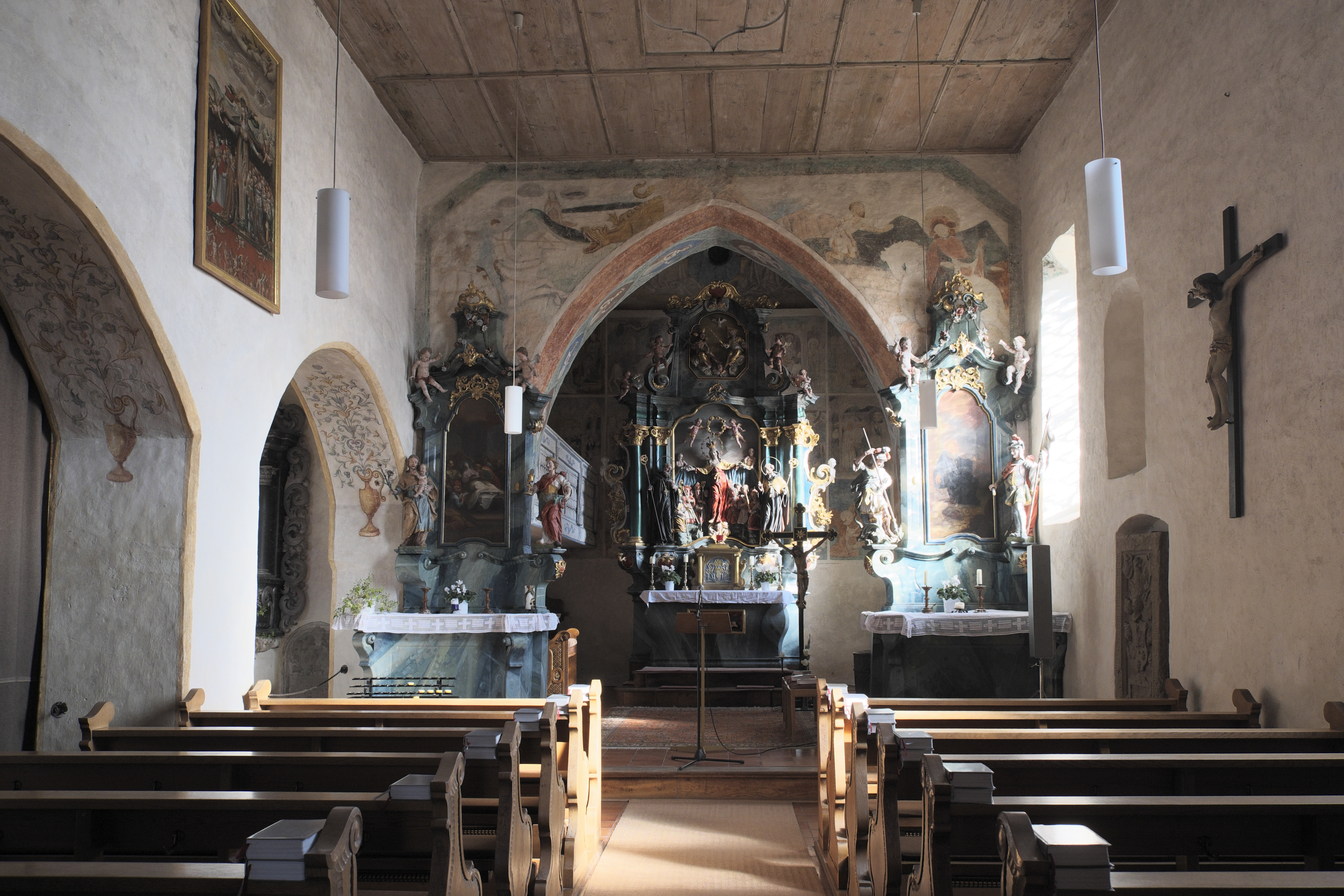
Innenraum

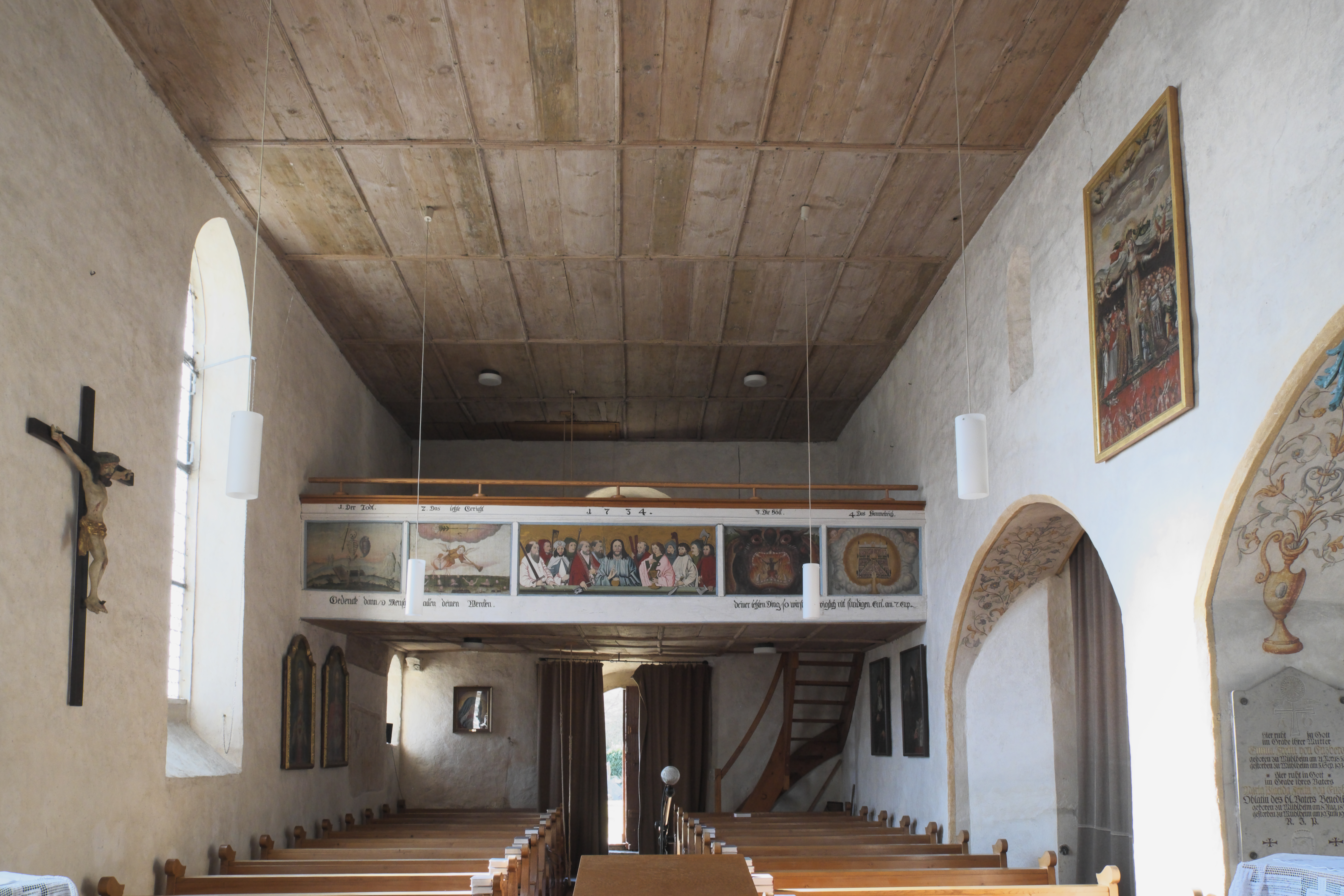
Empore

Das ursprünglich einschiffige Langhaus besitzt eine flache, ungefasste Holzdecke, die 1734 erneuert wurde. Ein Spitzbogen führt zu dem um eine Stufe erhöht liegenden Chor, der von einer hölzernen Tonne überspannt wird.
Den westlichen Abschluss des Langhauses bildet die hölzerne Empore, an deren Brüstung die Jahreszahl 1734 eingeschnitzt ist. Die Bilder der Emporenbrüstung erinnern an die Vier letzten Dinge. Die Darstellungen sind mit den Überschriften „1. Der Todt“, „2. Das letzte Gericht“, „3. Die Höll“ und „4. Das Himmelreich“ versehen, darunter steht der Vers: „Gedenke dann/o Mensch/in allen deinen Werken deiner letzten Ding/so wirst du ewiglich nit sündigen. Eccl. am. 7. Cap.“ Der Satz bezieht sich auf das Buch Prediger (Liber Ecclesiastes) des Alten Testamentes, das von der Nichtigkeit des Irdischen handelt (Koh 7 ).

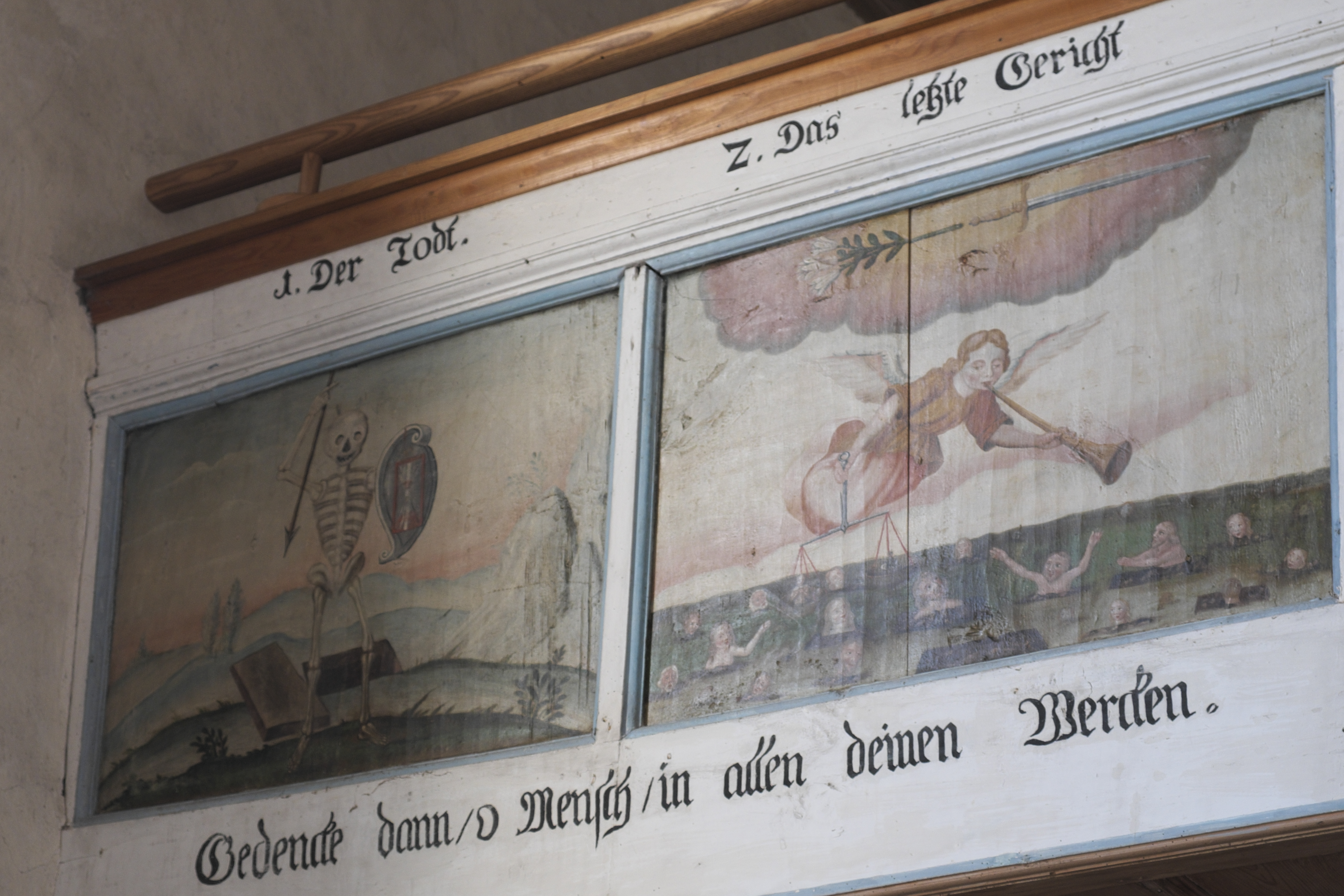
Tod und Jüngstes Gericht an der Emporenbrüstung
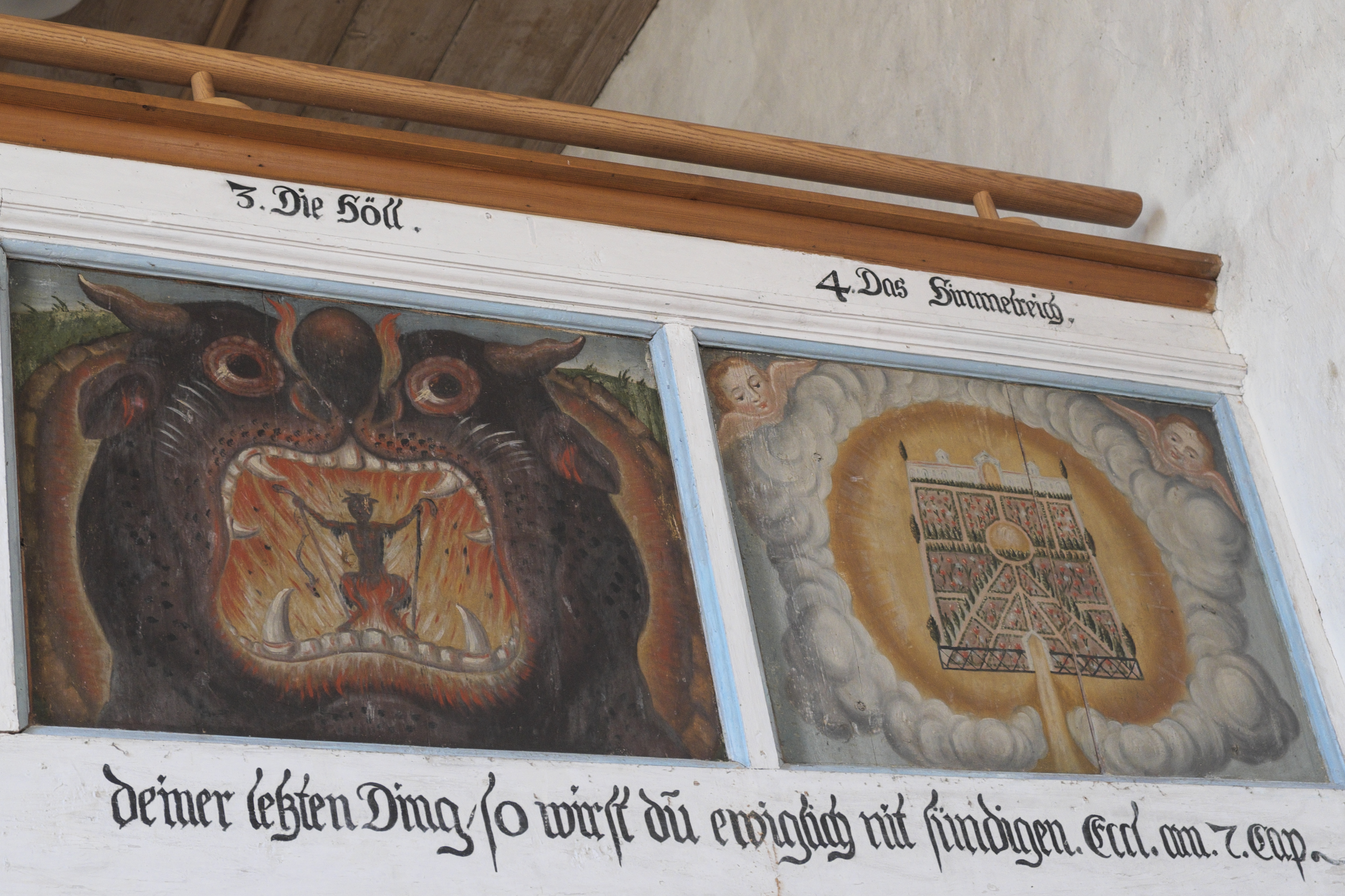
Hölle und Himmelreich an der Emporenbrüstung

### Grabkapelle der Familie Enzberg

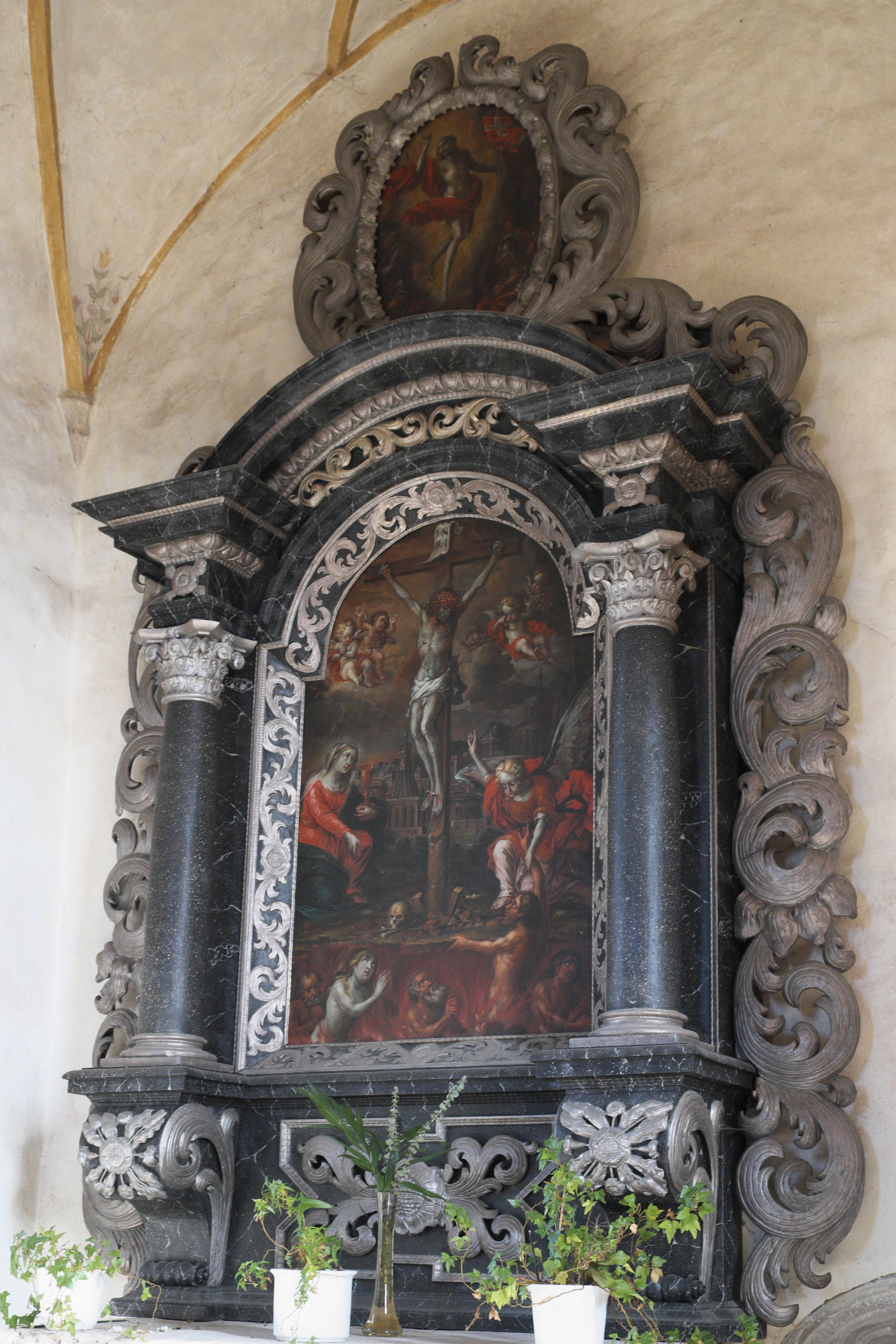
Altar in der Grabkapelle

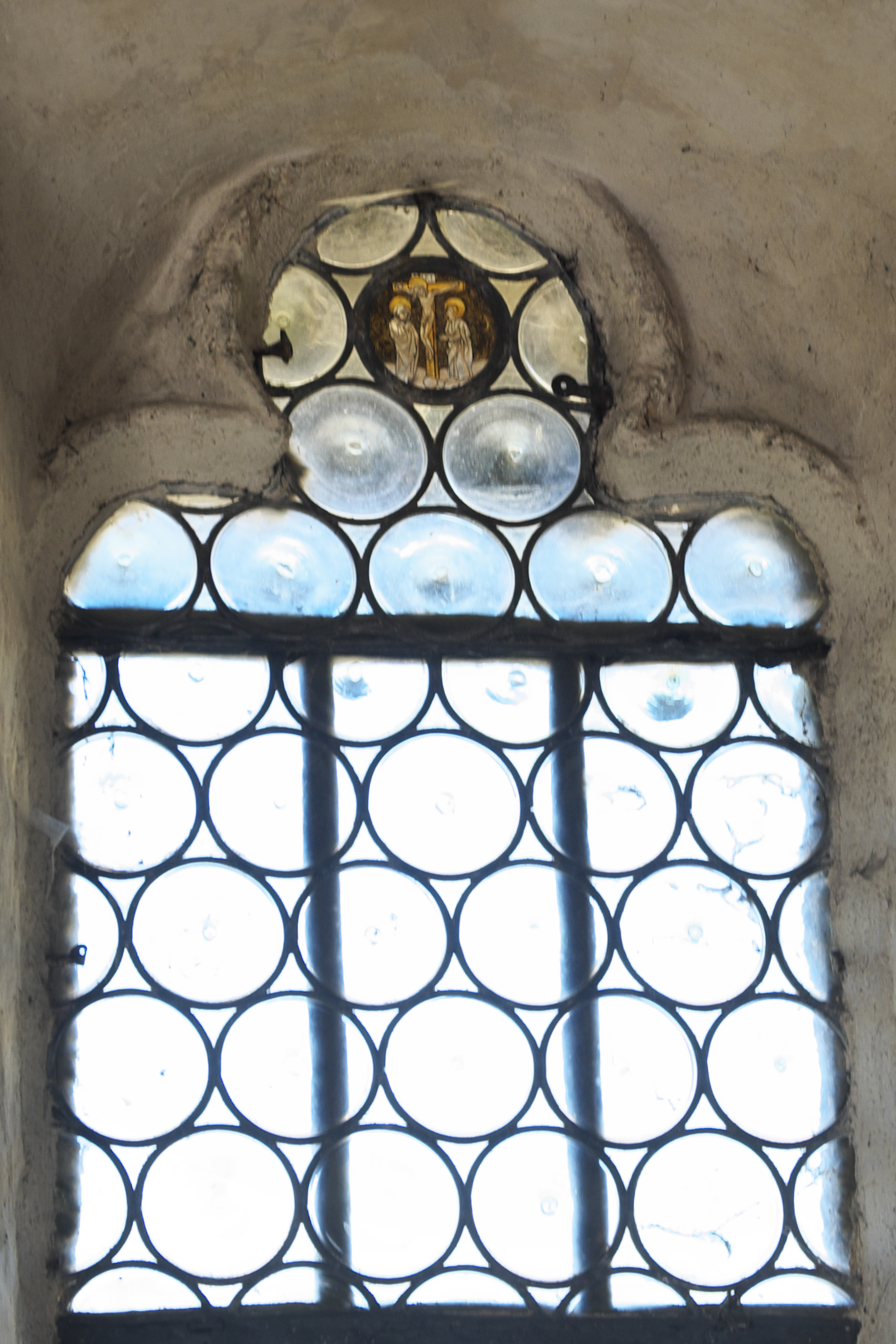
Kreuzigung Christi, Kopie einer Scheibe aus dem 14. Jahrhundert

An der Nordseite des Langhauses öffnen sich zwei weite Segmentbögen zur Grabkapelle der Familie Enzberg, in deren Boden und Seitenwänden Grabsteine eingelassen sind. Die Kapelle wird von einem bemalten Kreuzrippengewölbe gedeckt und durch ein Bleiglasfenster beleuchtet, in dessen kleeblattförmigem Abschluss die Kopie einer Scheibe aus dem 14. Jahrhundert mit der Darstellung der Kreuzigung Christi enthalten ist. Das Original wird im Landesmuseum Württemberg in Stuttgart aufbewahrt. 
Der holzgeschnitzte Altar an der Ostseite stammt aus der zweiten Hälfte des 17. Jahrhunderts. Auf dem Altarblatt, das Johann Achert (um 1655–1730) zugeschrieben wird, sind die Kreuzigung Christi und die Armen Seelen im Fegefeuer dargestellt, im Auszug der Auferstandene.

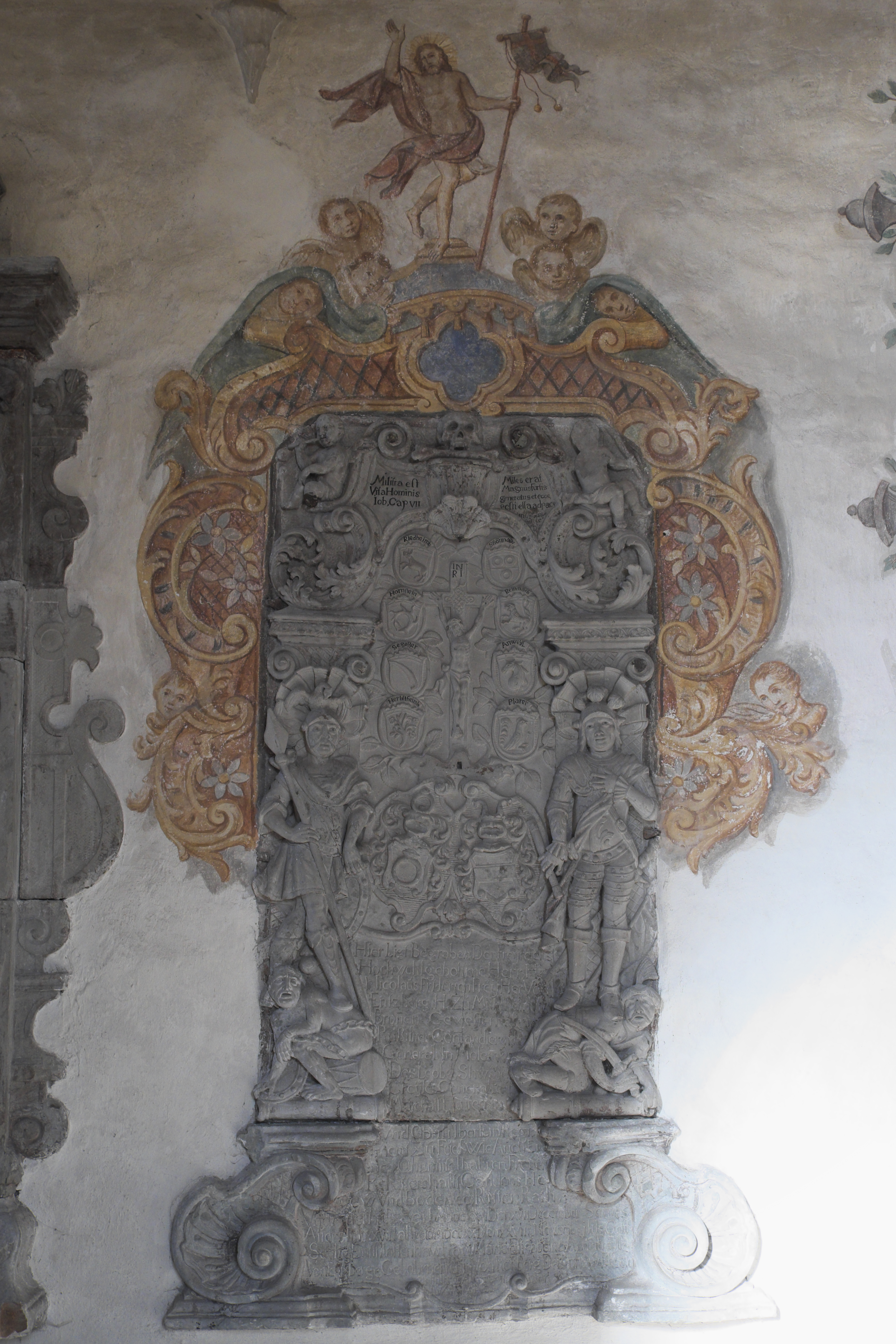
Grabstein von Nikolaus Friedrich Freiherr von Enzberg († 1720)
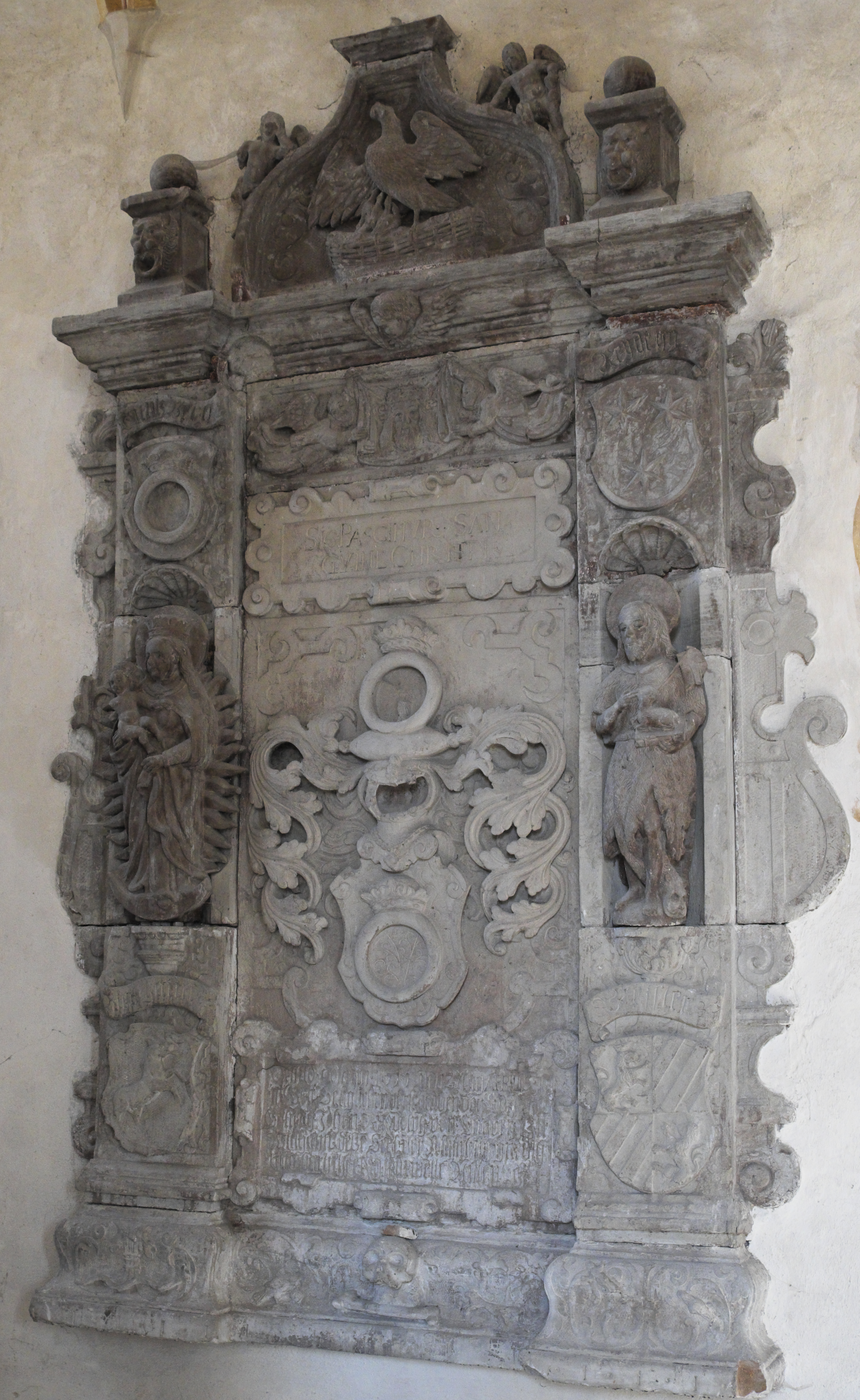
Grabstein von Johann Rudolf von Enzberg († 1611)
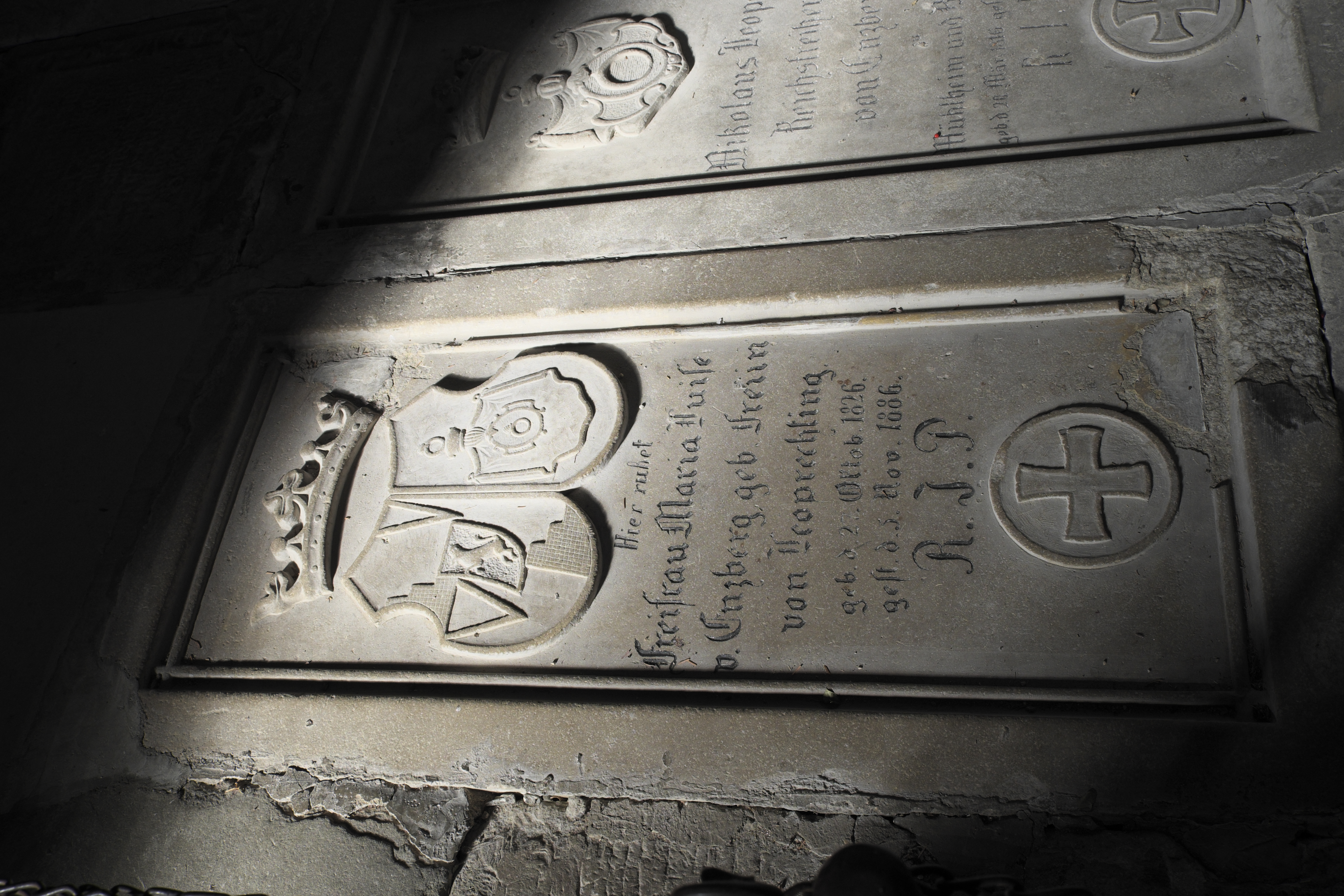
Grabstein von Maria Luise von Enzberg, geborene Leoprechting (1826–1886)

## Fresken

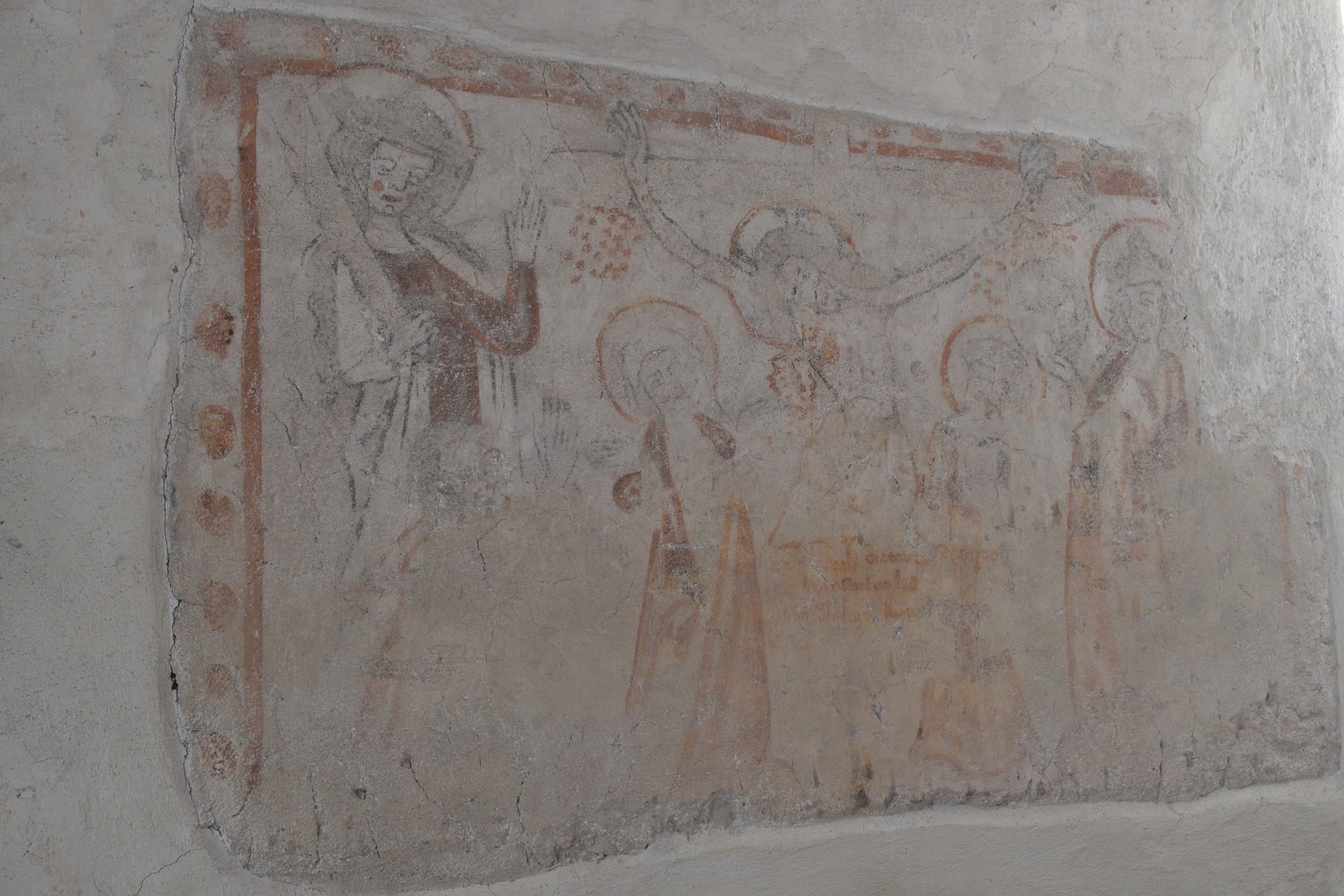
Kreuzigung Christi im Langhaus aus dem 14. Jahrhundert

An der Südseite des Langhauses ist nur noch ein Fragment der ursprünglichen Wandmalereien erhalten. Das Fresko mit der Kreuzigungsszene ist das älteste der Kirche und wird in das zweite Viertel des 14. Jahrhunderts datiert.
Die Wandmalereien im Chor wurden weitgehend um oder nach der Mitte des 15. Jahrhunderts ausgeführt. In der Laibung des Chorbogens sind die Klugen und Törichten Jungfrauen dargestellt, seitlich des Chorbogens sind, zur Chorseite hin gewandt, von Arkaden gerahmte Propheten mit Spruchbändern in den Händen zu sehen. Die zum Langhaus gewandten Heiligenszenen wie der heilige Georg, der den Drachen tötet, sind vermutlich etwas später entstanden.

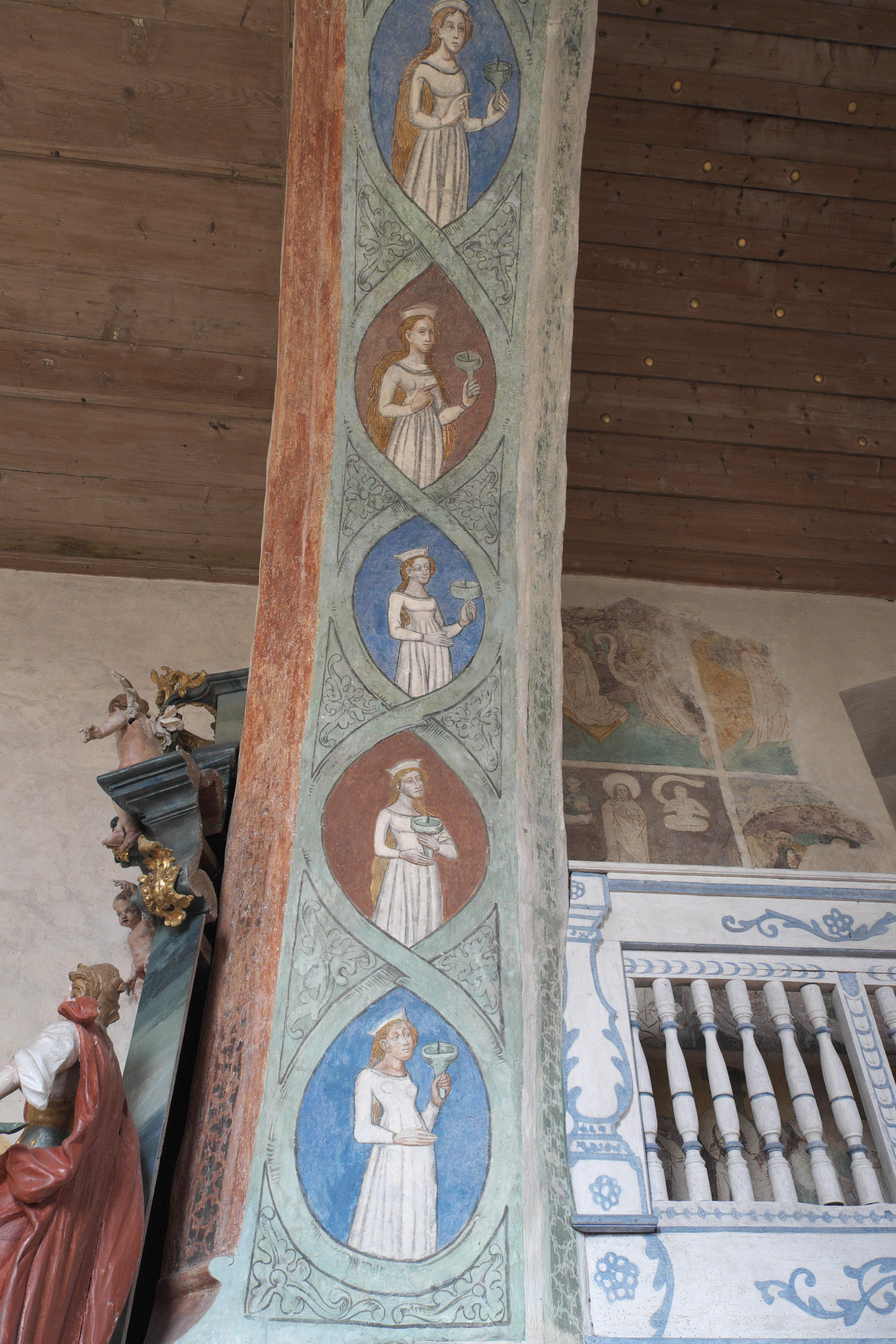
Kluge Jungfrauen
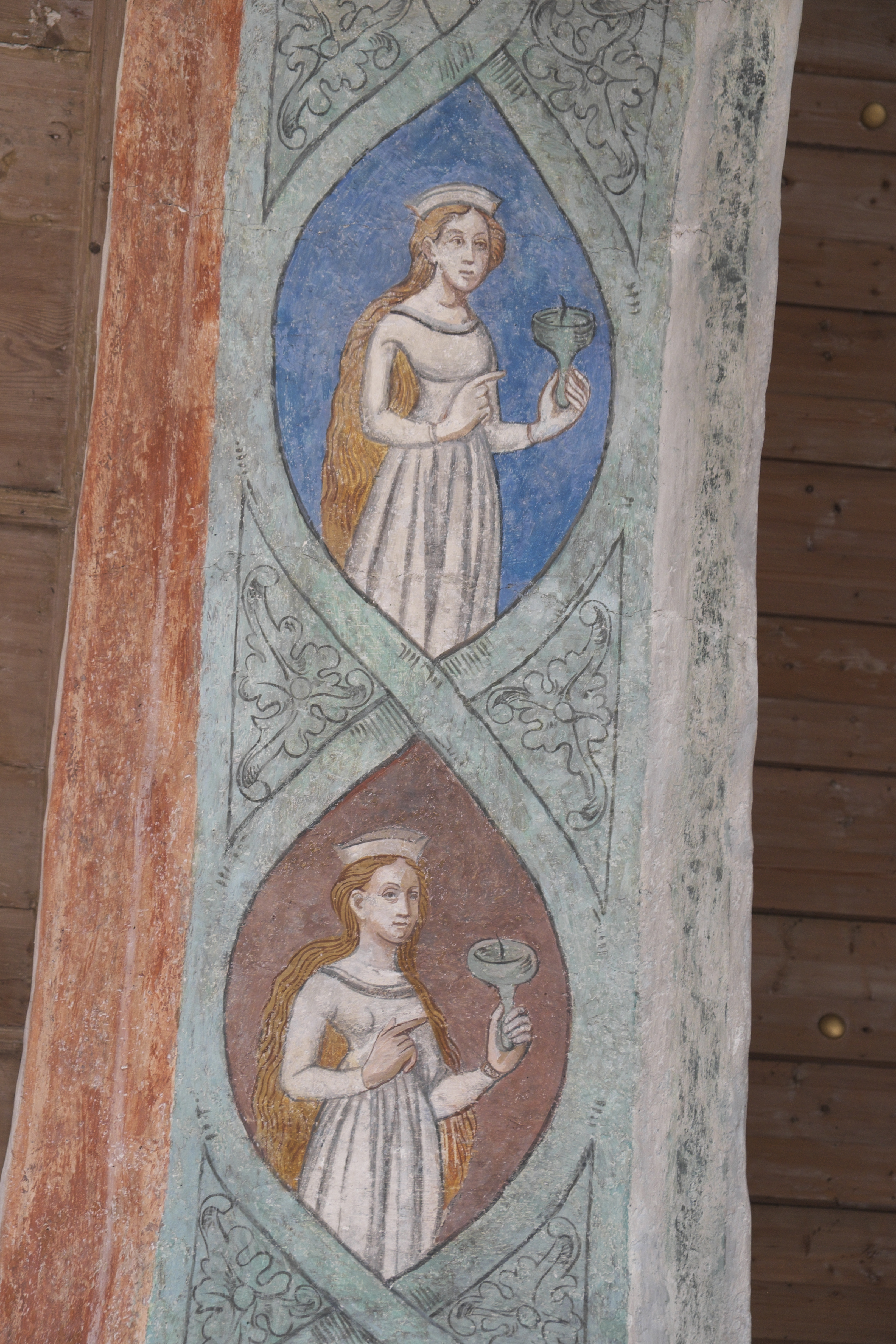
Kluge Jungfrauen
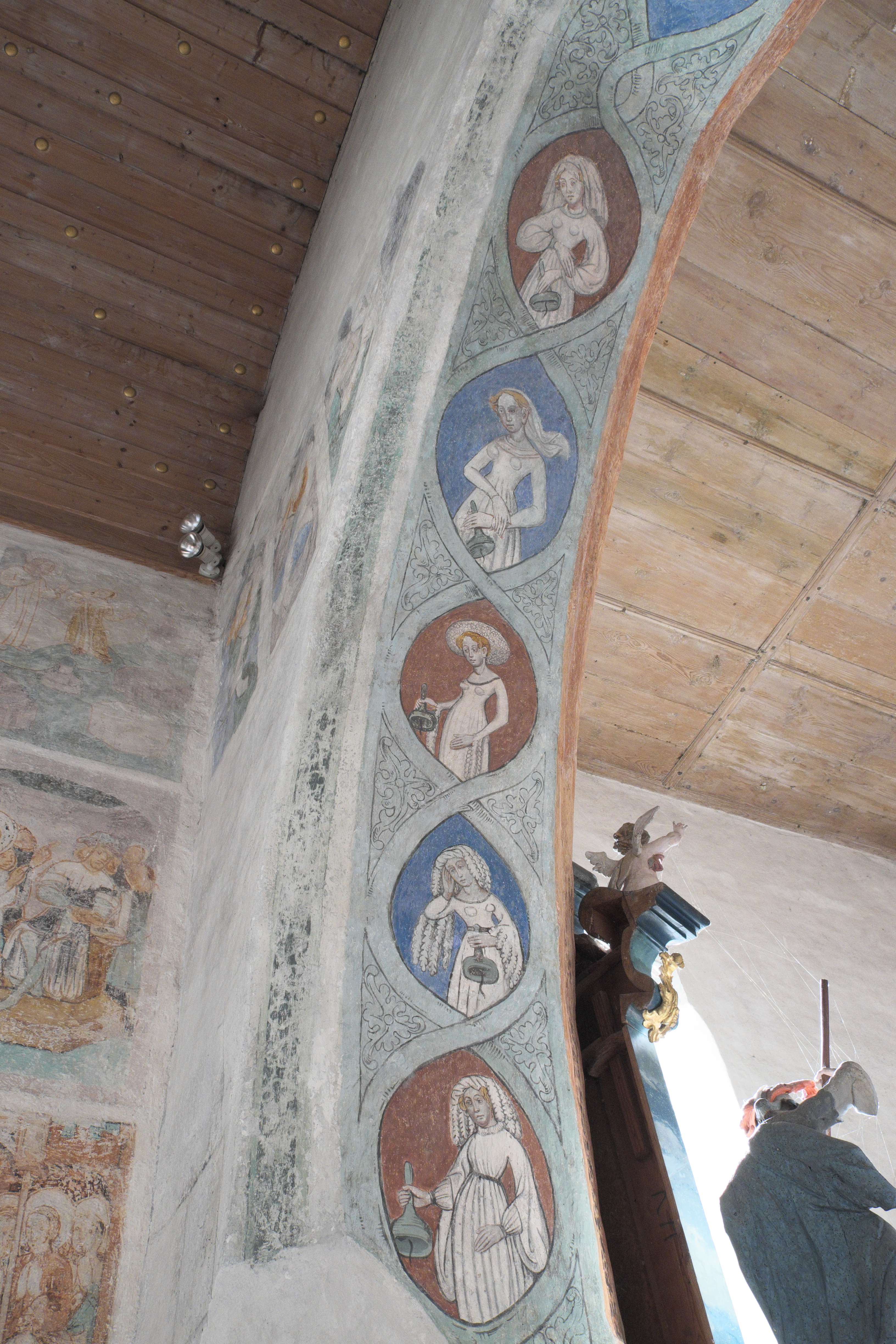
Törichte Jungfrauen
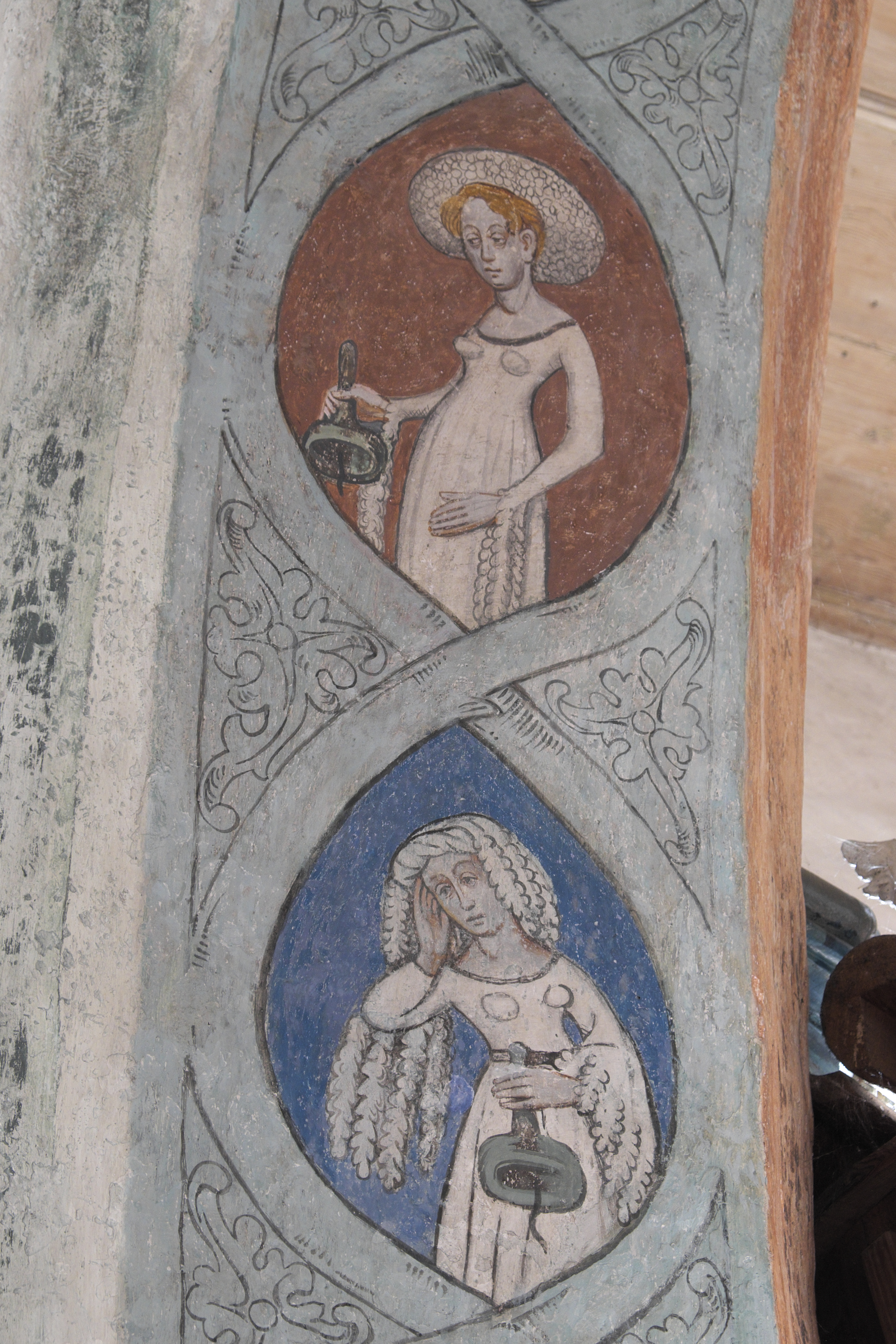
Törichte Jungfrauen

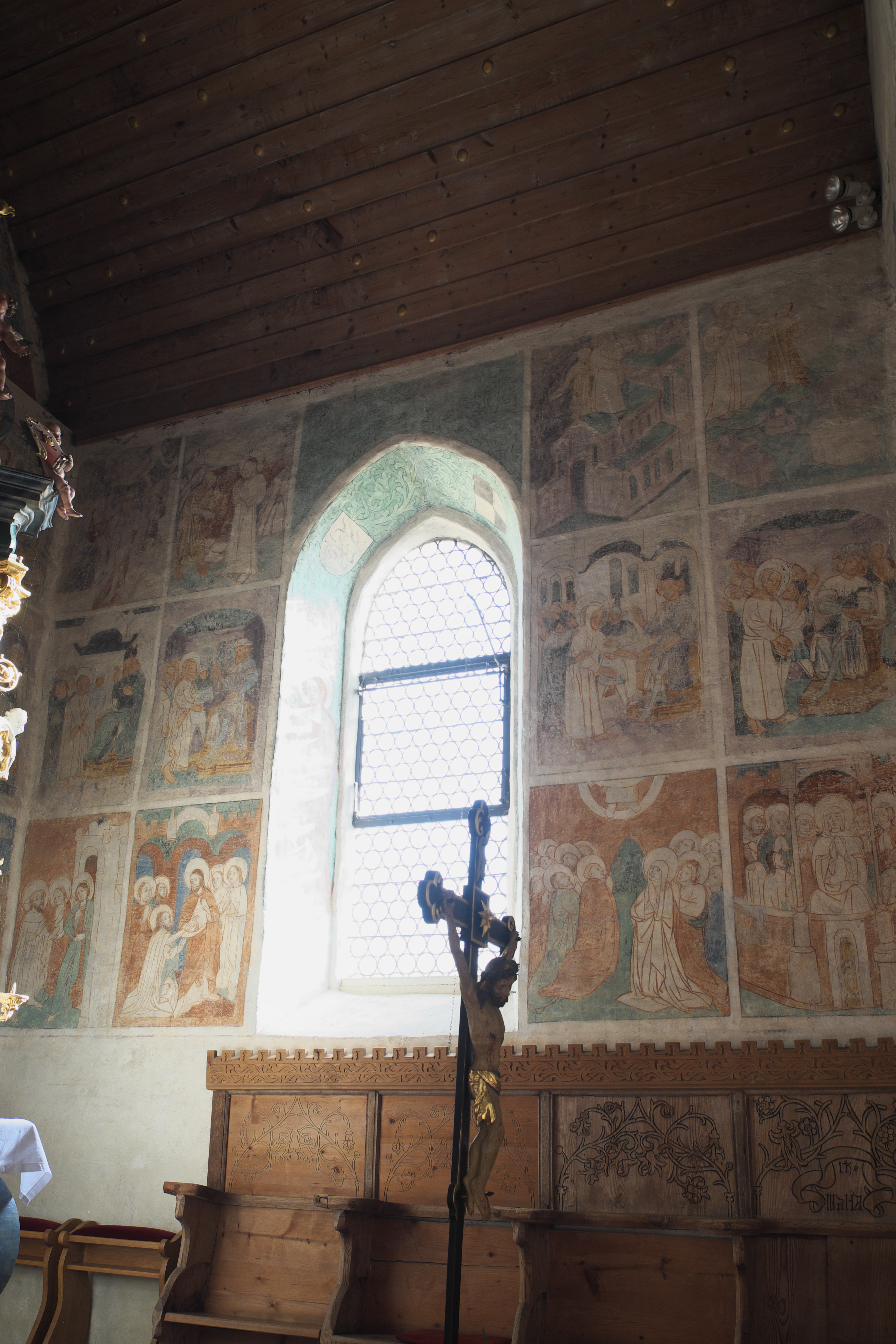
Fresken an der südlichen Chorwand

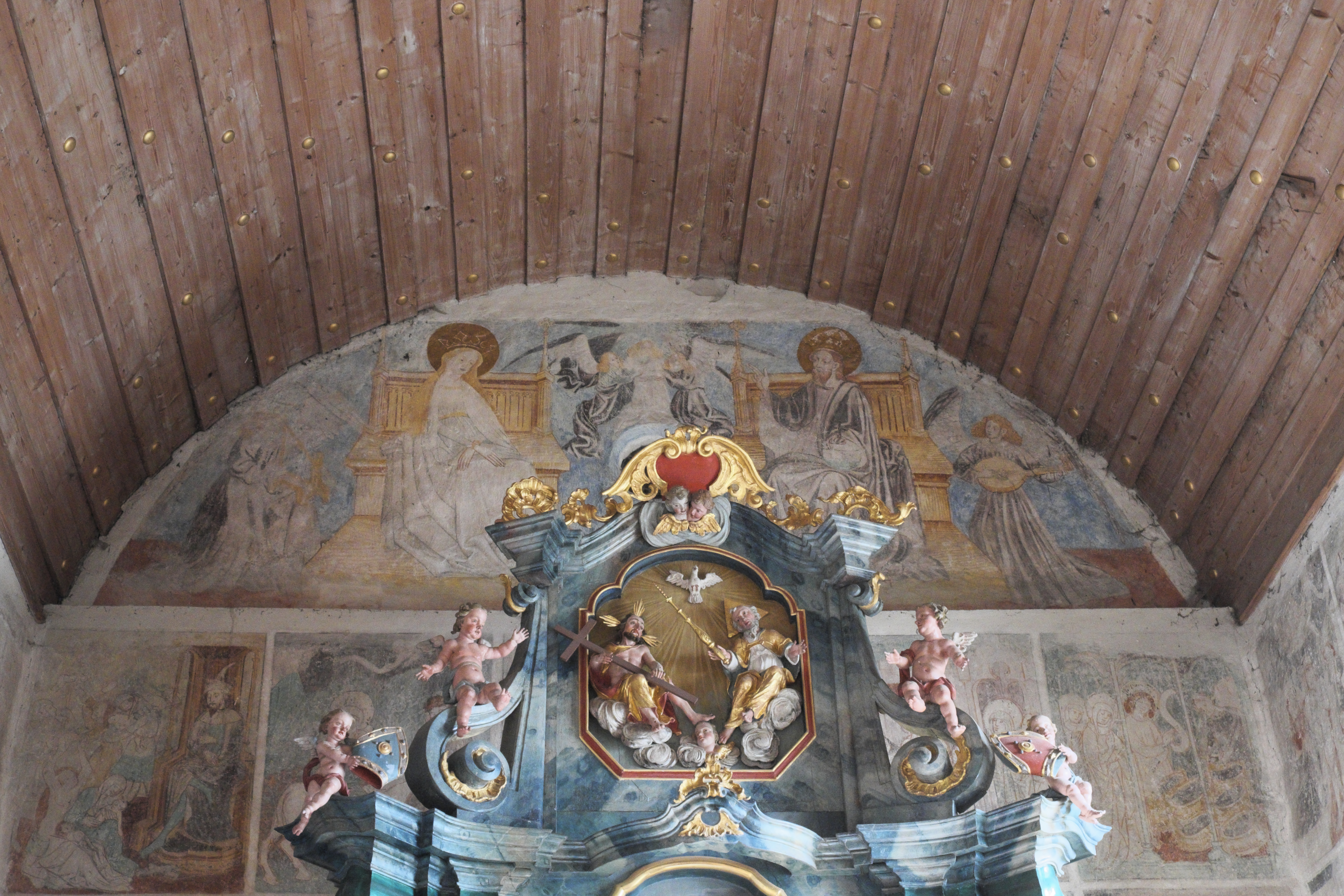
Marienkrönung

Die Fresken im Chor sind dem Leben Jesu und der Passion gewidmet. An der Nordseite sind die Verkündigungsszene und darunter die Verklärung Jesu zu erkennen. An der Ostwand sieht man links die Tötung der Unschuldigen Kinder, in der Mitte, über dem Hochaltar, die Marienkrönung und rechts die Verurteilung Jesu, darunter Maria Magdalena, die dem Auferstandenen begegnet (Noli me tangere).
An der südlichen Chorwand kann man, links vom Fenster, die Szenen Jesus vor König Herodes und vor Pontius Pilatus, die Emmausjünger und den ungläubigen Thomas, der seine Finger in die Wunde Jesu legt, erkennen. Rechts vom Fenster sieht man nochmals Jesus vor Herodes (oder dem Hohenpriester Kaiphas) und vor Pilatus, der sich seine Hände in Unschuld wäscht. Die beiden unteren Szenen stellen die Himmelfahrt Christi und die Aussendung des Heiligen Geistes dar.

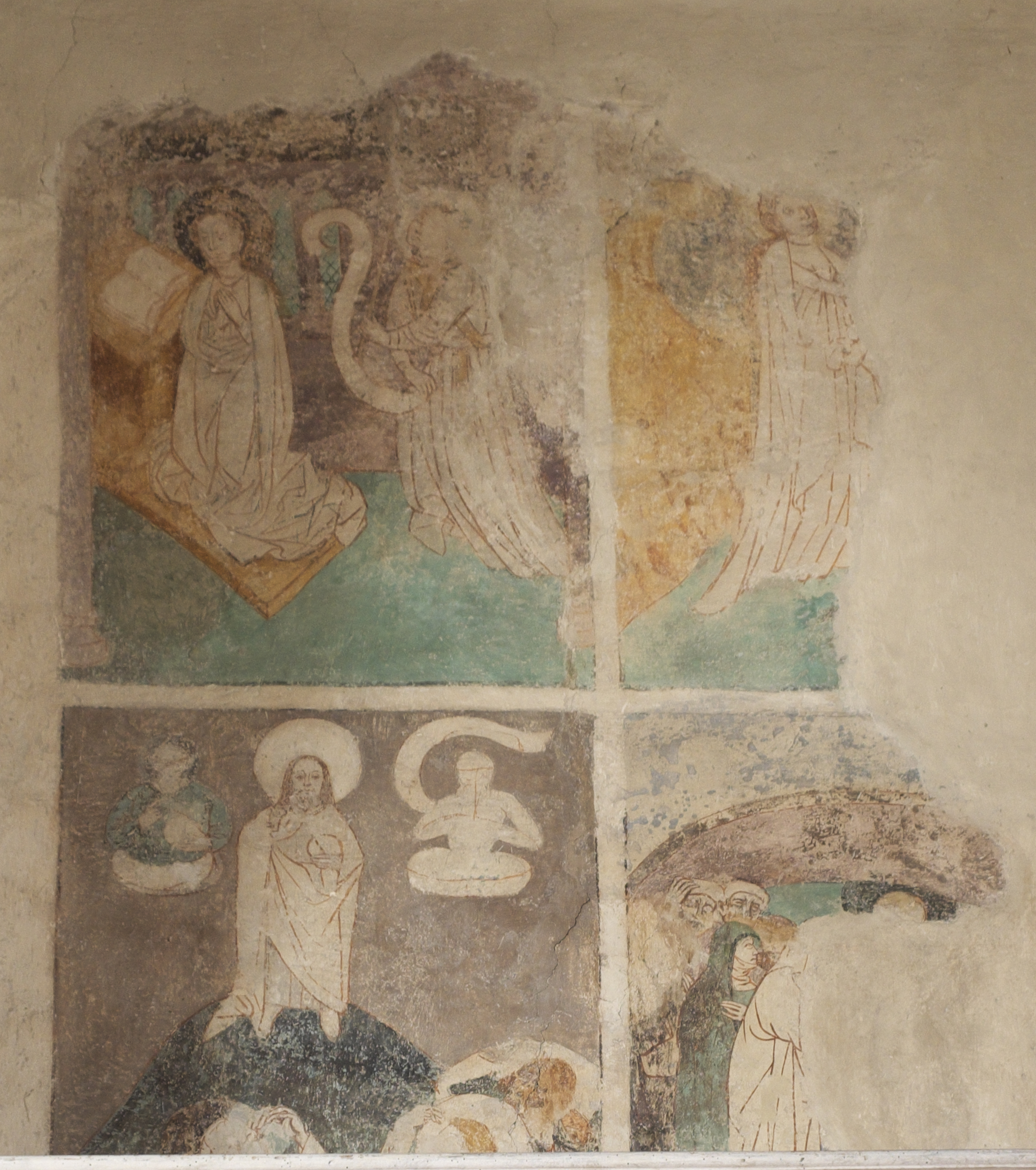
Verkündigung (oben), Verklärung Jesu (unten)
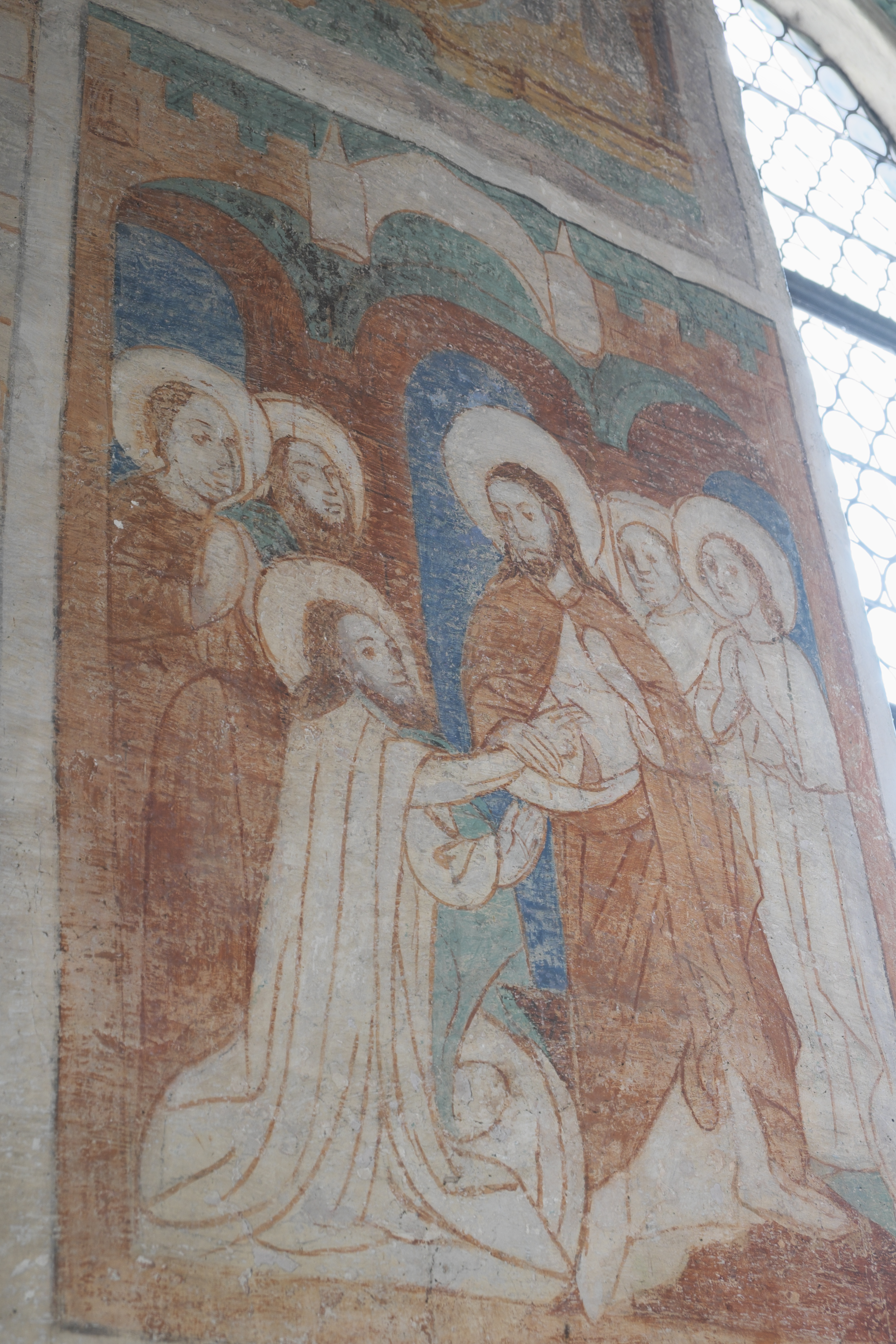
Ungläubiger Thomas
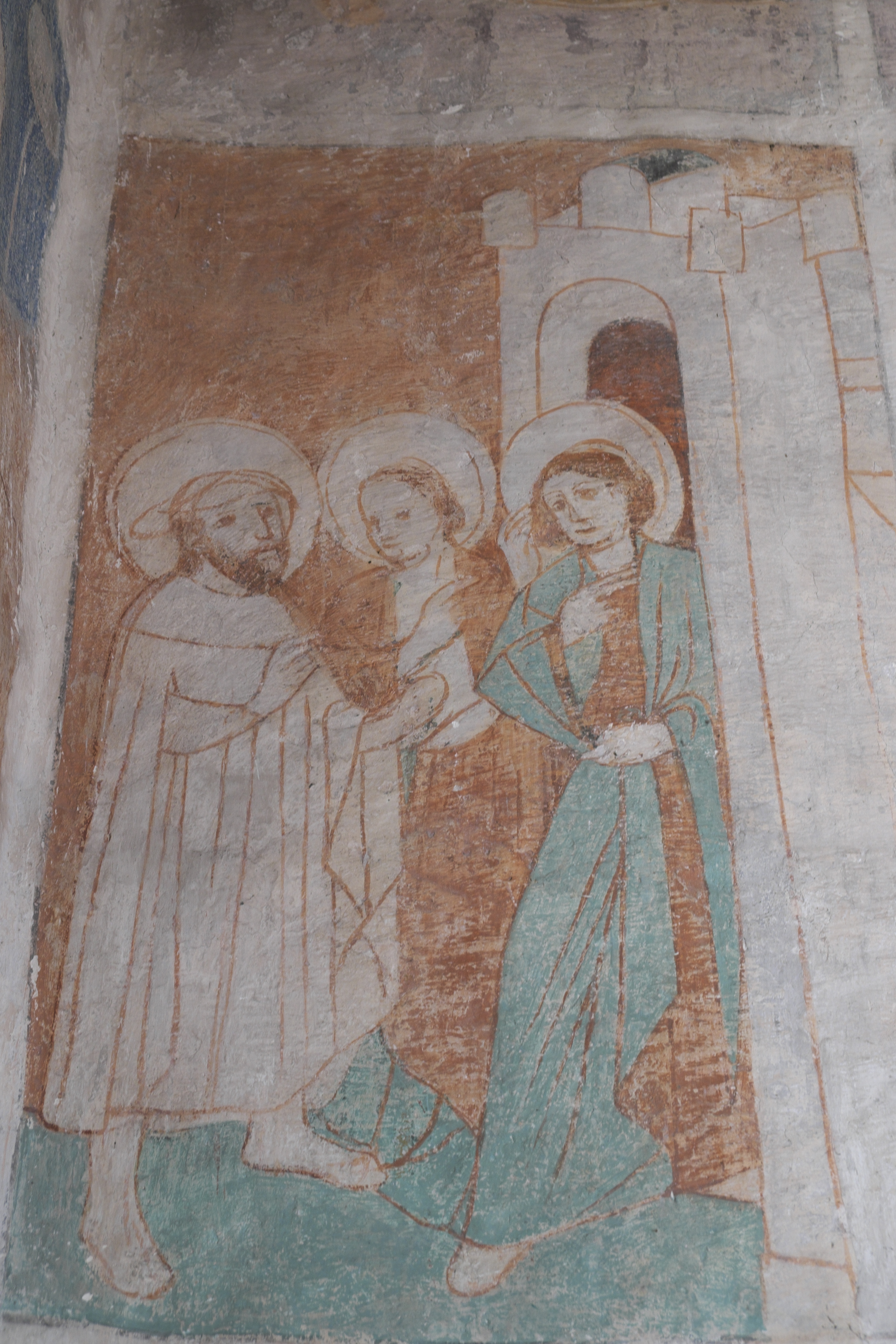
Emmausjünger

Auf der Laibung des östlichen Chorfensters sind die heilige Katharina mit ihrem Attribut, dem Rad, und die heilige Barbara mit dem Turm in der Hand dargestellt. Auf der Laibung des südlichen Chorfensters sind zwei weitere weibliche Heilige zu sehen, vielleicht die heilige Dorothea, die einen Blumenstrauß und einen Korb mit Äpfeln in den Händen hält, und die heilige Odilia, die als Nonne dargestellt ist und in der einen Hand ein Buch hält und in der anderen Hand ein Auge präsentiert.

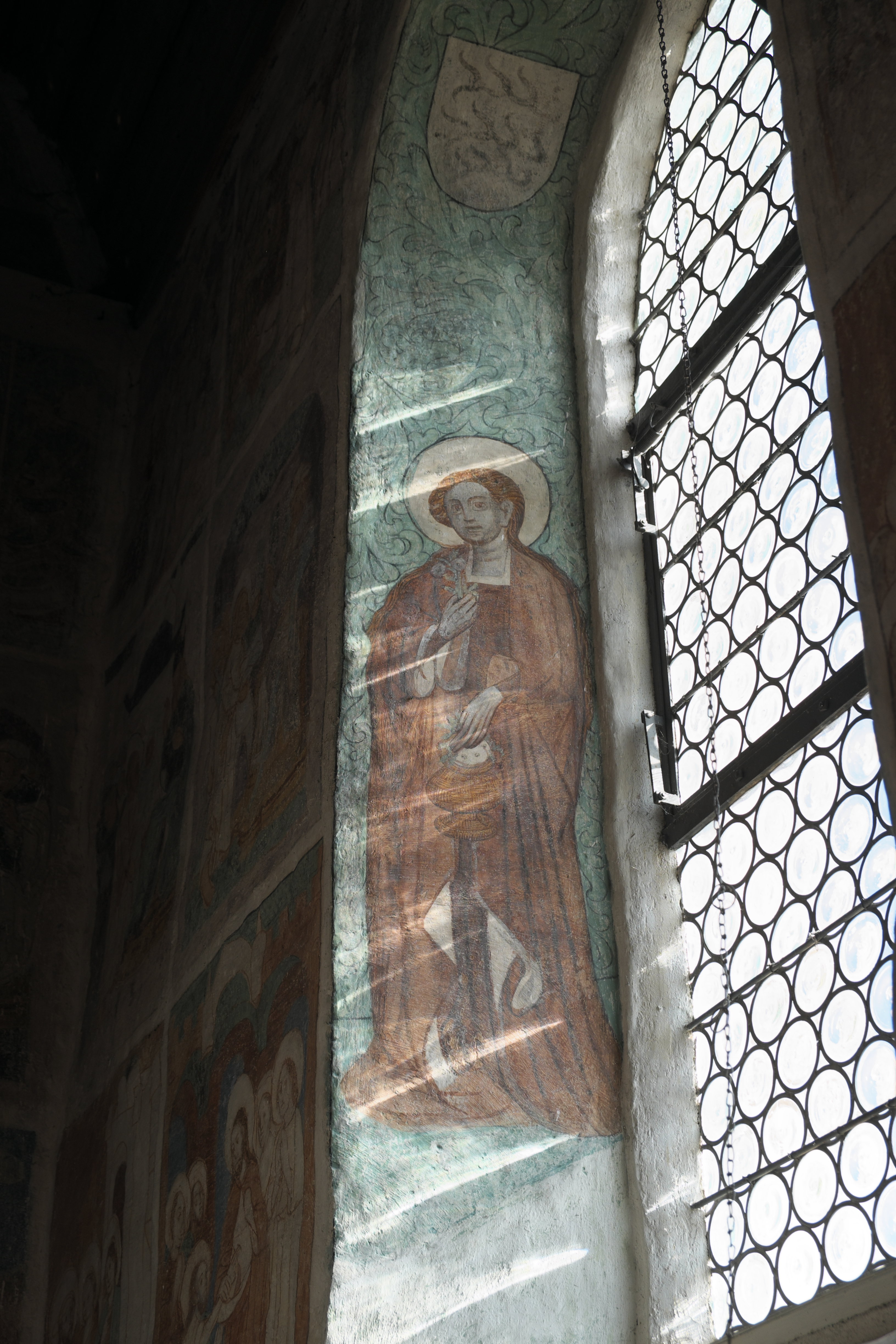
Heilige Dorothea (?)
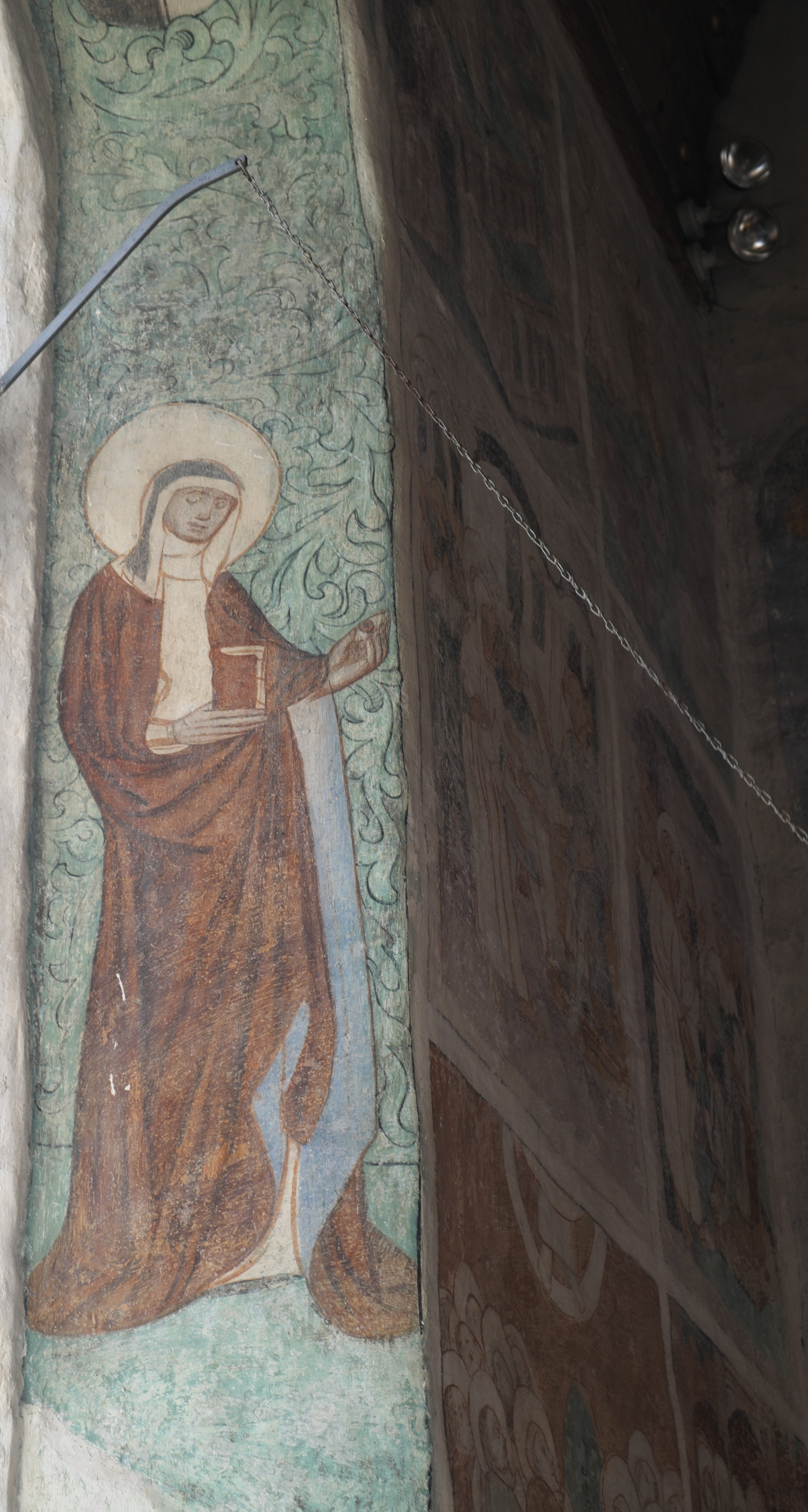
Heilige Odilia
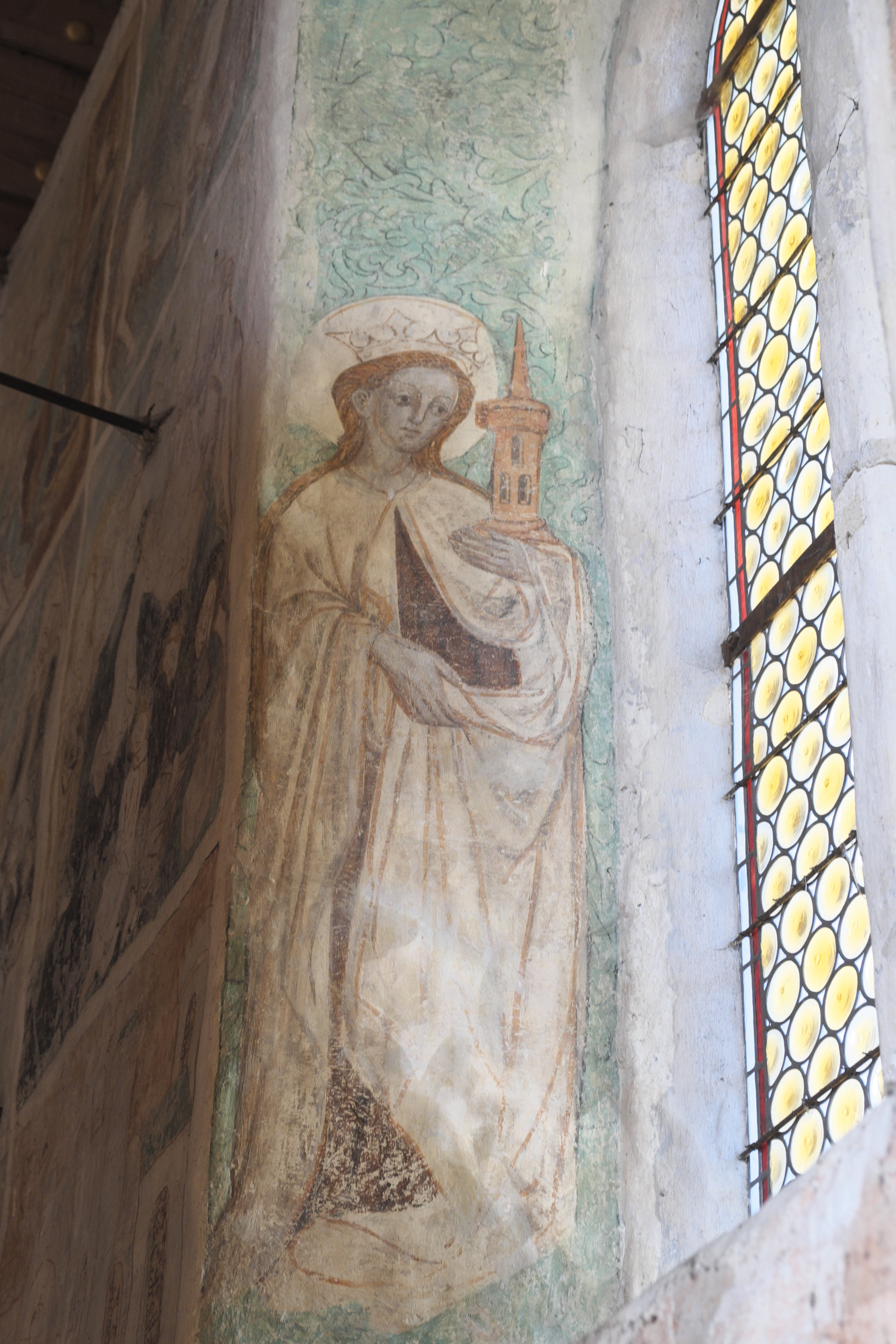
Heilige Barbara
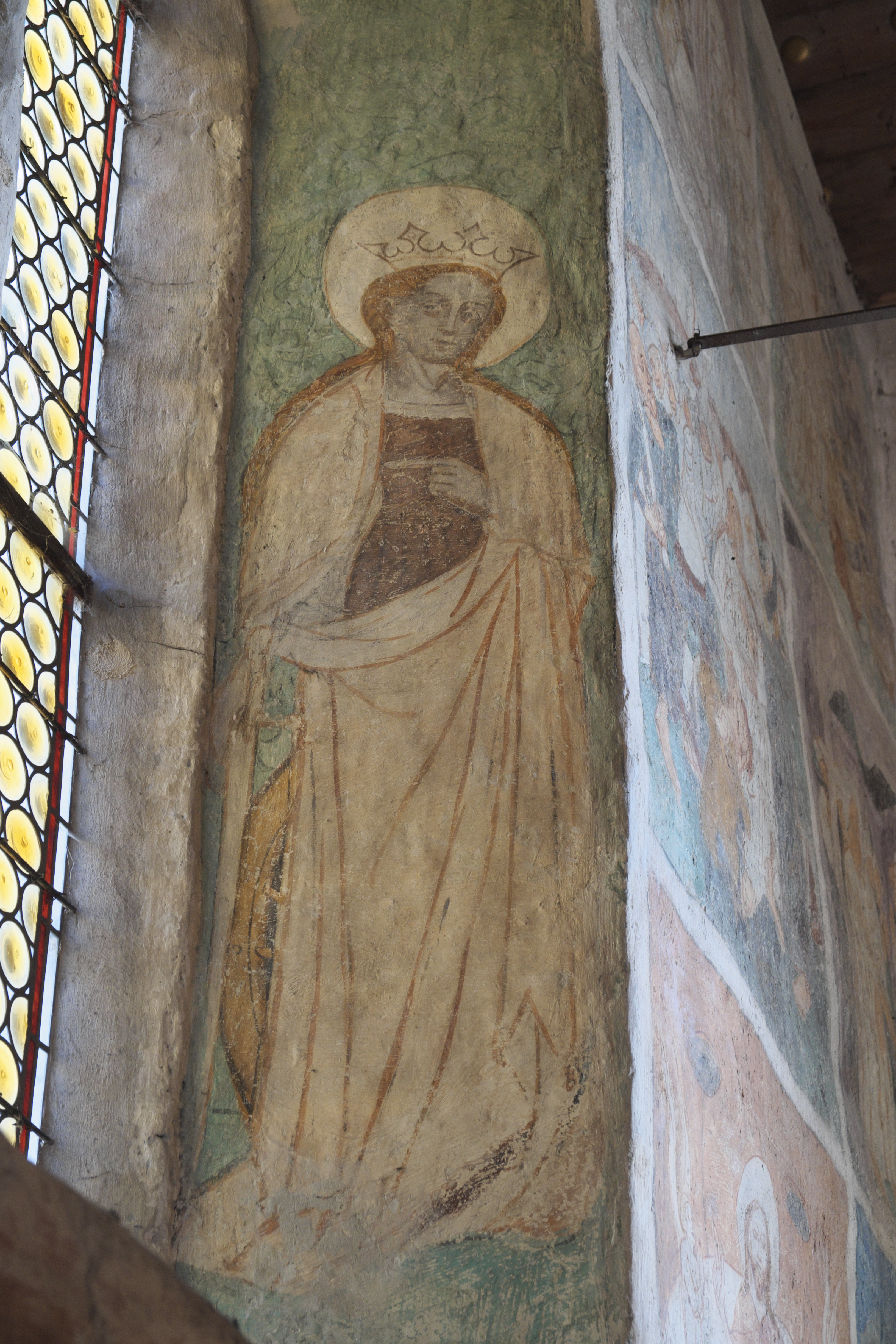
Heilige Katharina

## Ausstattung
- Der Hochaltar von 1753 ist über einer gemauerten Mensa aus der Zeit vor 1500 aufgebaut. Das Relief in der Mittelnische stellt die Schutzmantelmadonna dar, unter deren weit ausgebreitetem Umhang die Gläubigen – vom Papst, Kardinal, Bischof, Edelmann bis zur einfachen Bäuerin – Zuflucht suchen. Seitlich stehen der heilige Benedikt und der heilige Gallus. Im Auszug ist die Dreifaltigkeit dargestellt.
- Die Seitenaltäre stammen aus der gleichen Zeit. Das linke Altarbild stellt den Marientod dar, als Assistenzfiguren stehen links der heilige Josef mit der Lilie in der Hand und dem Jesuskind auf dem Arm und rechts der Apostel Johannes mit dem Hostienkelch in der Hand. Das rechte Altarbild ist dem heiligen Gallus, dem Schutzpatron der Kirche, gewidmet. Es wird flankiert vom heiligen Georg (links), der dem Drachen eine Lanze in das Maul stößt, und dem heiligen Florian (rechts).

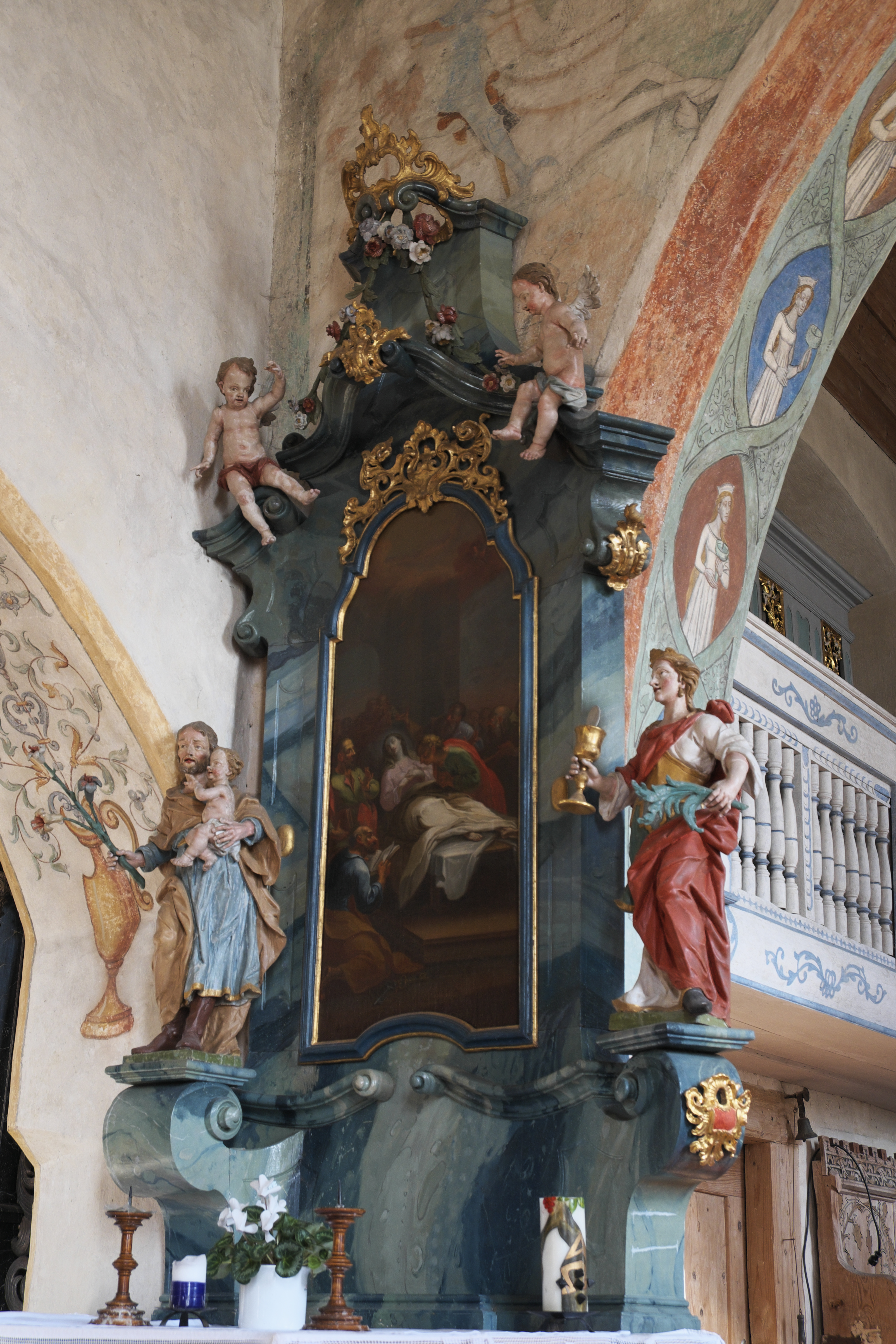
Linker Seitenaltar
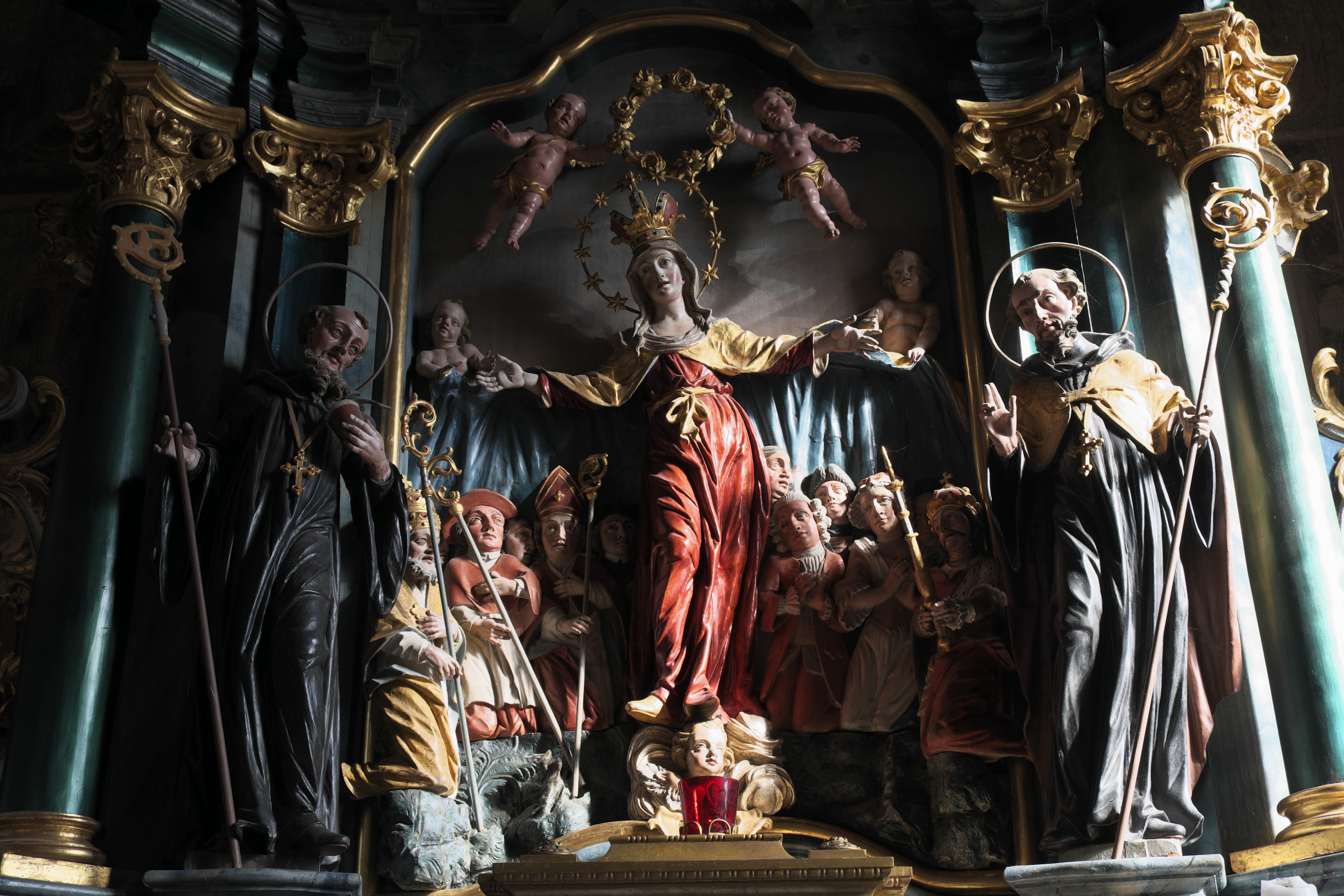
Schutzmantelmadonna am Hauptaltar
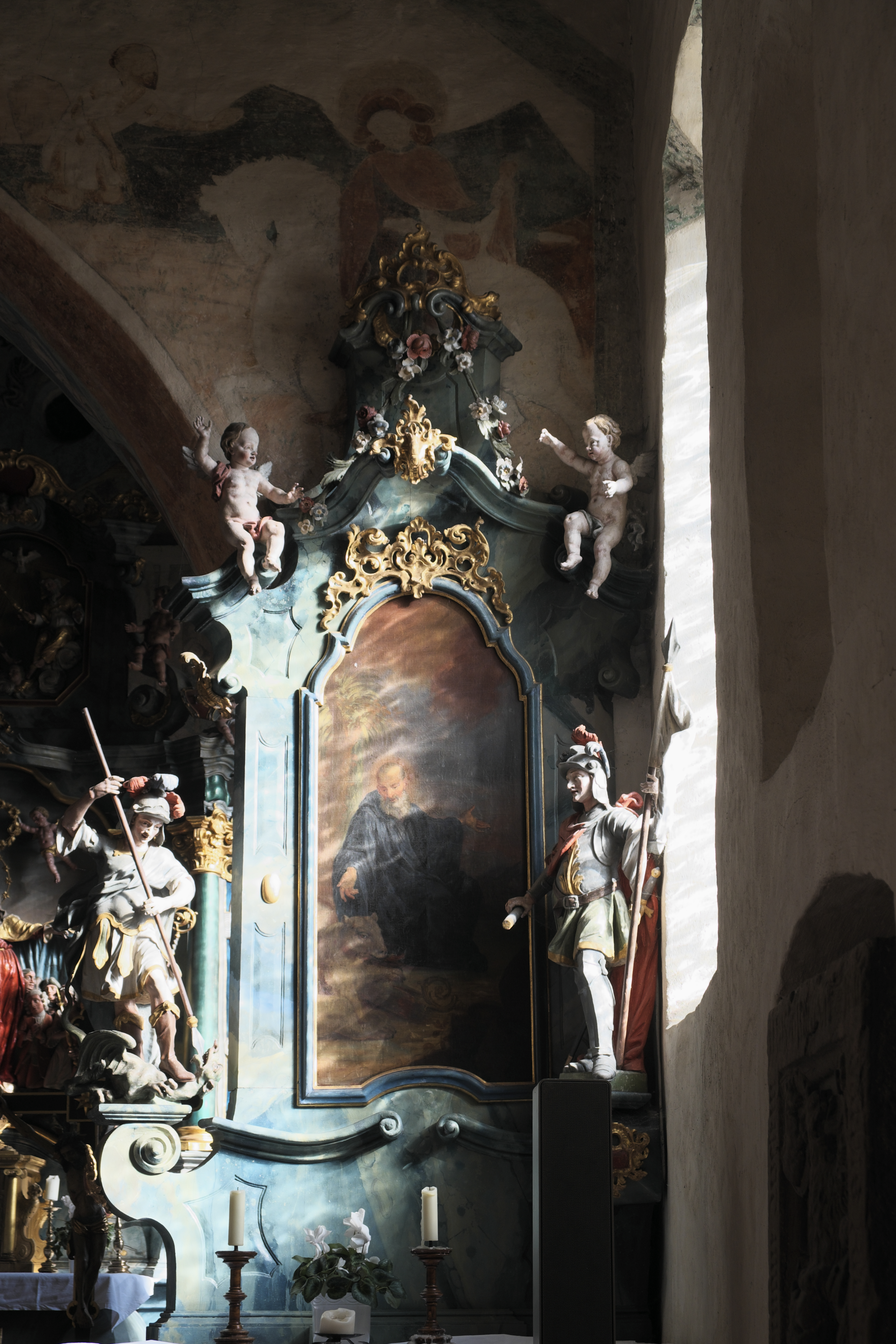
Rechter Seitenaltar

## Orgel

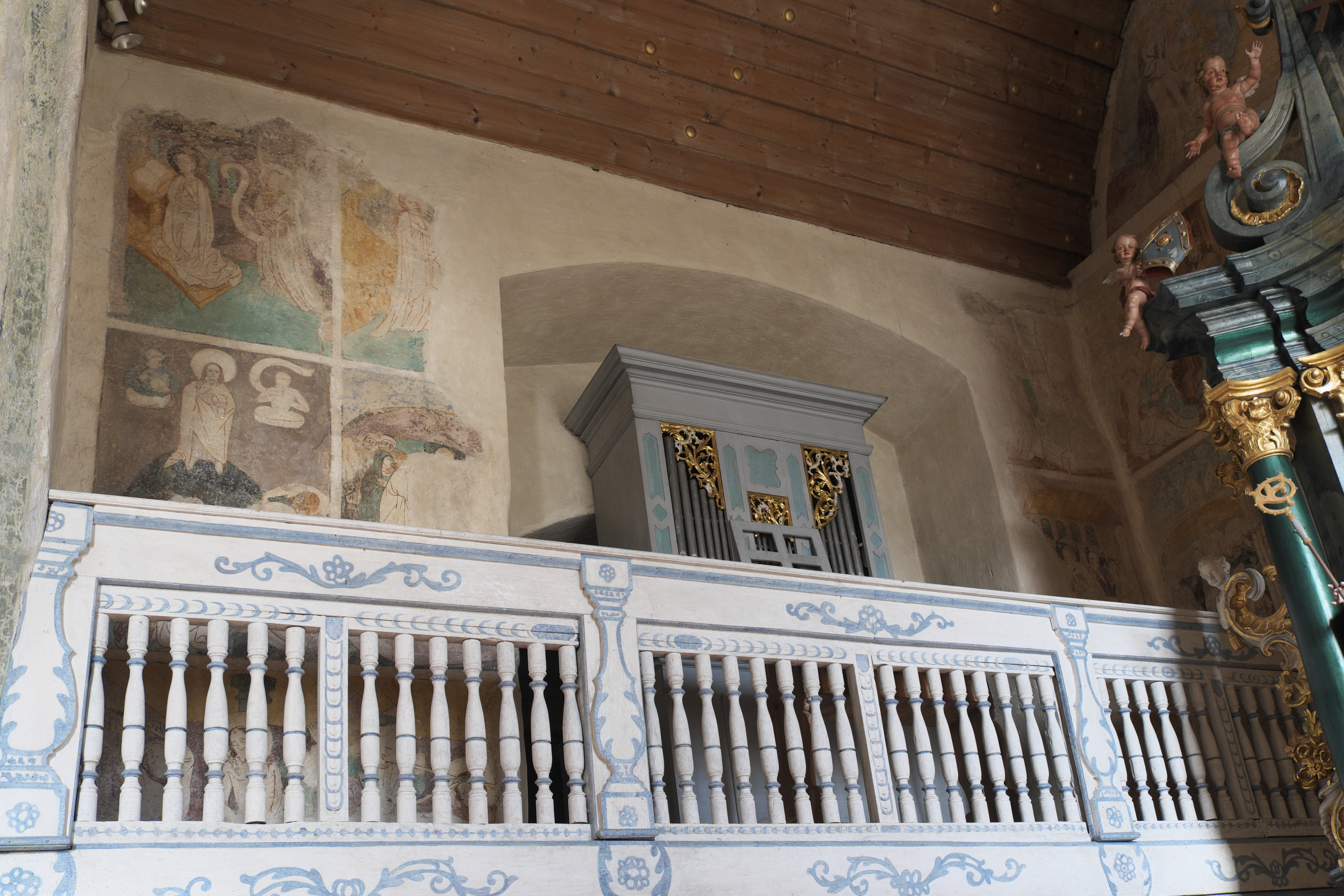
Empore mit Orgel im Chor

Auf der schmalen Empore an der Nordseite des Chors steht die Orgel mit fünf Registern und „angehängtem“ Pedal. Sie wurde 1758/59 von dem Orgelbauer Hieronymus Spiegel aus Fridingen an der Donau geschaffen und vermutlich an der Stelle einer ehemaligen Patronatsloge eingebaut.